# Episodi di Black Mirror
Le prime due stagioni e l'episodio natalizio della serie televisiva Black Mirror sono stati trasmessi dal 4 dicembre 2011 al 16 dicembre 2014 sul canale britannico Channel 4. In Italia, le prime due stagioni sono state trasmesse da Sky Cinema 1, dal 10 ottobre 2012 al 19 marzo 2013.
In seguito, Netflix ha acquisito i diritti della serie. Ha pubblicato lo speciale natalizio e, a livello mondiale, la terza, la quarta, la quinta, la sesta e la settima stagione, rispettivamente nel 2016, 2017, 2019, 2023 e 2025.
| nº               | Titolo originale             | Titolo italiano             | Distribuzione originale | Distribuzione Italia |
| Prima stagione   | Prima stagione               | Prima stagione              | Prima stagione          | Prima stagione       |
| ---------------- | ---------------------------- | --------------------------- | ----------------------- | -------------------- |
| 1                | The National Anthem          | Messaggio al Primo Ministro | 4 dicembre 2011         | 10 ottobre 2012      |
| 2                | 15 Millions Merits           | 15 milioni di celebrità     | 11 dicembre 2011        | 10 ottobre 2012      |
| 3                | The Entire History of You    | Ricordi pericolosi          | 18 dicembre 2011        | 10 ottobre 2012      |
| Seconda stagione |                              |                             |                         |                      |
| 1                | Be Right Back                | Torna da me                 | 11 febbraio 2013        | 19 marzo 2013        |
| 2                | White Bear                   | Orso Bianco                 | 18 febbraio 2013        | 19 marzo 2013        |
| 3                | The Waldo Moment             | Vota Waldo!                 | 25 febbraio 2013        | 19 marzo 2013        |
| Speciale         |                              |                             |                         |                      |
| SP               | White Christmas              | Bianco Natale               | 16 dicembre 2014        | 22 ottobre 2015      |
| Terza stagione   |                              |                             |                         |                      |
| 1                | Nosedive                     | Caduta libera               | 21 ottobre 2016         | 21 ottobre 2016      |
| 2                | Playtest                     | Giochi pericolosi           | 21 ottobre 2016         | 21 ottobre 2016      |
| 3                | Shut Up and Dance            | Zitto e balla               | 21 ottobre 2016         | 21 ottobre 2016      |
| 4                | San Junipero                 | San Junipero                | 21 ottobre 2016         | 21 ottobre 2016      |
| 5                | Men Against Fire             | Gli uomini e il fuoco       | 21 ottobre 2016         | 21 ottobre 2016      |
| 6                | Hated in the Nation          | Odio universale             | 21 ottobre 2016         | 21 ottobre 2016      |
| Quarta stagione  |                              |                             |                         |                      |
| 1                | USS Callister                | USS Callister               | 29 dicembre 2017        | 29 dicembre 2017     |
| 2                | Arkangel                     | Arkangel                    | 29 dicembre 2017        | 29 dicembre 2017     |
| 3                | Crocodile                    | Crocodile                   | 29 dicembre 2017        | 29 dicembre 2017     |
| 4                | Hang the DJ                  | Hang the DJ                 | 29 dicembre 2017        | 29 dicembre 2017     |
| 5                | Metalhead                    | Metalhead                   | 29 dicembre 2017        | 29 dicembre 2017     |
| 6                | Black Museum                 | Black Museum                | 29 dicembre 2017        | 29 dicembre 2017     |
| Film interattivo |                              |                             |                         |                      |
| Film             | Bandersnatch                 | Bandersnatch                | 28 dicembre 2018        | 28 dicembre 2018     |
| Quinta stagione  |                              |                             |                         |                      |
| 1                | Striking Vipers              | Striking Vipers             | 5 giugno 2019           | 5 giugno 2019        |
| 2                | Smithereens                  | Smithereens                 | 5 giugno 2019           | 5 giugno 2019        |
| 3                | Rachel, Jack and Ashley Too  | Rachel, Jack e Ashley Too   | 5 giugno 2019           | 5 giugno 2019        |
| Sesta stagione   |                              |                             |                         |                      |
| 1                | Joan Is Awful                | Joan è terribile            | 15 giugno 2023          | 15 giugno 2023       |
| 2                | Loch Henry                   | Loch Henry                  | 15 giugno 2023          | 15 giugno 2023       |
| 3                | Beyond the Sea               | Beyond the Sea              | 15 giugno 2023          | 15 giugno 2023       |
| 4                | Mazey Day                    | Mazey Day                   | 15 giugno 2023          | 15 giugno 2023       |
| 5                | Demon 79                     | Demone 79                   | 15 giugno 2023          | 15 giugno 2023       |
| Settima stagione |                              |                             |                         |                      |
| 1                | Common People                | Gente comune                | 10 aprile 2025          | 10 aprile 2025       |
| 2                | Bête Noire                   | Bestia nera                 | 10 aprile 2025          | 10 aprile 2025       |
| 3                | Hotel Reverie                | Hotel Reverie               | 10 aprile 2025          | 10 aprile 2025       |
| 4                | Plaything                    | Come un giocattolo          | 10 aprile 2025          | 10 aprile 2025       |
| 5                | Eulogy                       | Eulogy                      | 10 aprile 2025          | 10 aprile 2025       |
| 6                | USS Callister: Into Infinity | USS Callister: Infinity     | 10 aprile 2025          | 10 aprile 2025       |

## Prima stagione

### Messaggio al Primo Ministro
- Titolo originale: The National Anthem
- Diretto da: Otto Bathurst
- Scritto da: Charlie Brooker

#### Trama
La principessa Susannah del Regno Unito viene rapita e in cambio della sua liberazione viene chiesto che il primo ministro Michael Callow abbia un rapporto sessuale con un maiale in diretta nazionale il giorno stesso. Callow si oppone con forza a tale richiesta e fa tutto il possibile per catturare il rapitore prima della scadenza dell'ultimatum. Tenta inoltre di non fare trapelare la notizia, ma il video della richiesta di riscatto è stato caricato su YouTube ed è stato visualizzato e scaricato, diffondendosi rapidamente. Il governo crea un finto video da mandare in onda, con un pornoattore come controfigura e l'utilizzo del green screen per sostituirne il volto con quello di Callow, tuttavia un cittadino pubblica una foto dell'attore mentre entra nel set televisivo, così il rapitore scopre il piano e risponde mandando un dito della principessa Susannah ad un canale d'informazione. L'opinione pubblica insorge contro Callow, ritenendo che debba sacrificarsi per il bene della principessa. Callow ordina quindi un'immediata missione di salvataggio dove si pensa sia nascosto il rapitore, ma si rivela un fallimento e Callow perde ancora più consenso. Egli si ritrova infine costretto a mettere in pratica l'atto osceno in diretta televisiva, davanti ad un pubblico che si disgusta velocemente, pur rimanendo a guardare. La principessa viene ritrovata incolume per strada, liberata prima della scadenza dell'ultimatum senza che nessuno se ne accorgesse poiché distratti dal raccapricciante spettacolo. Emerge che gli eventi erano stati pianificati dal vincitore del Turner Prize Carlton Bloom, che intendeva dimostrare la disattenzione al mondo reale del pubblico e del governo, troppo distratti dallo spettacolo raccapricciante allo schermo per accorgersi della liberazione della principessa in una città completamente vuota. Bloom, a cui apparteneva il dito, si suicida mentre lo "spettacolo" va in onda. Lo staff del governo decide di non rivelare il rilascio anticipato della principessa nemmeno a Callow. Un anno dopo l'accaduto la principessa Susannah aspetta un figlio e l'immagine politica di Callow è addirittura migliorata, ma il suo rapporto con la moglie non sembra sopravvissuto alla traumatica esperienza.
- Durata: 44 minuti
- Cast: Rory Kinnear (Michael Callow), Lindsay Duncan (Alex Cairns), Donald Sumpter (Julian Hereford), Tom Goodman-Hill (Tom Blice), Anna Wilson-Jones (Jane Callow), Patrick Kennedy (Caposezione Walker), Alastair Mackenzie (Martin), Chetna Pandya (Malaika), Alex Macqueen (Agente Speciale Callett), Jay Simpson (Flynn/Rod l'Insensibile), Lydia Wilson (Principessa Susannah).

### 15 milioni di celebrità
- Titolo originale: 15 Million Merits[N 1]
- Diretto da: Euros Lyn
- Scritto da: Charlie Brooker e Kanaq Huq

#### Trama
Bingham "Bing" Madsen vive in una struttura dove si pedala su delle cyclette per alimentare ciò che sta intorno e per ottenere una valuta chiamata Merito. Con i Meriti si può personalizzare il proprio avatar e saltare gli annunci pubblicitari da cui sono circondati, ma occorrono anche per qualsiasi servizio quotidiano, dal cibo al dentifricio. Le persone sovrappeso vengono considerate cittadini inferiori e lavorano come spazzini attorno alle macchine dove subiscono abusi verbali o vengono umiliati nei giochi a premi. Bing ha ereditato dal fratello 15 milioni di Meriti, ma passa le giornate nell'indifferenza totale. Un giorno sente cantare per caso Abi, una donna dalla bellissima voce, e la incoraggia a partecipare al talent show "Hot Shots", che offre alle persone la possibilità di uscire da questa realtà simile alla schiavitù per raggiungere fama e ricchezza. Abi tuttavia non ha abbastanza Meriti, inoltre teme di non riuscire a cantare bene sotto pressione. Bing la persuade e, convinto che in quel mondo non ci sia nulla d'altro che valga la pena comprare, acquista per lei il biglietto, spendendo 15 milioni di Meriti. Quando Abi si presenta per la competizione viene obbligata come tutti a bere una bevanda drogante e Bing conserva distrattamente la confezione. La ragazza canta egregiamente commuovendo i giudici e il pubblico, ma la giuria afferma che non c'è più spazio per una "cantante sopra la media": uno dei tre giudici le propone quindi di diventare una pornodiva nel famoso programma "Wraith Babes" così da non tornare sulla cyclette. Abi, intontita dalla bevanda, accetta la proposta, e Bing è distrutto. Egli ritorna alla propria vita con pochissimi Meriti, non potendo nemmeno evitare la pubblicità di "Wraith Babes" con Abi. Furibondo colpisce lo schermo e nasconde un frammento di vetro insieme alla confezione della bevanda drogante. Pedala per mesi risparmiando su qualunque cosa, mangiando gli avanzi degli altri e senza saltare pubblicità, fino a comprare un altro biglietto. Quando si avvicina al palco gli viene ordinato di bere la bevanda drogante, ma dichiara di averlo già fatto mostrando l'involucro vuoto che aveva conservato dalla performance di Abi. Sul palco inizia a ballare per poi interrompere l'esibizione e minaccia di uccidersi in diretta con il frammento di vetro nascosto. Piangendo, denuncia il sistema ingiusto ed esprime rabbia per come i giudici gli abbiano portato via l'unica cosa che aveva avvertito come reale all'interno della struttura. I giudici si fingono impressionati dalla sua "performance" e gli offrono un programma tutto suo, dove può parlare quanto vuole del sistema. Bing accetta e anche se denuncia gli sbagli e le ingiustizie del sistema, il suo programma è diventato solo l'ennesimo intrattenimento per il pubblico, senza riscontro nella vita reale, che scorre identica a prima. Persino il pezzo di vetro che lo ha reso famoso è commercializzato come accessorio alla moda per gli avatar. Tuttavia Bing, terminata la trasmissione dal suo attico, mostra di non avere dimenticato Abi, pur essendosi piegato al sistema.
- Durata: 61 minuti
- Composto da: Stephen McKeon
- Cast: Daniel Kaluuya (Bingham "Bing" Madsen), Jessica Brown Findlay (Abi Khan), Rupert Everett (Giudice Hope), Julia Davis (Giudice Charity), Ashley Thomas (Giudice Wraith), Paul Popplewell (Dustin).

### Ricordi pericolosi
- Titolo originale: The Entire History of You
- Diretto da: Brian Welsh
- Scritto da: Jesse Armstrong

#### Trama
Liam Foxwell è un giovane avvocato che vive in un mondo dove la maggior parte delle persone ha un congegno chiamato "grain" impiantato che registra tutto ciò che si fa, vede o sente. Il dispositivo consente poi la riproduzione dei ricordi davanti agli occhi del proprietario o su uno schermo come dei video. Una sera Liam raggiunge la moglie Ffion ad una cena organizzata da alcuni amici e la trova a parlare con un uomo che lei presenta come Jonas. Quest'ultimo a cena si proclama un libertino e Liam diventa sospettoso di come la moglie reagisca alle battute di Jonas. Quando Liam e Ffion tornano a casa rivedono i ricordi della serata: Liam incalza la moglie su una sua precedente relazione di cui era a conoscenza e lei inizialmente nega, ma infine ammette che il misterioso uomo era proprio Jonas. I due litigano, ma poi si riappacificano con un rapporto sessuale, mentre guardano entrambi i ricordi del loro incontro amoroso più appassionato. Più tardi Liam riguarda le confessioni di Jonas di quella sera, continuando a bere. Il giorno dopo litiga nuovamente con Ffion geloso per il suo comportamento con Jonas. Lei ritorna a letto e lui guida ubriaco fino a casa di Jonas, dove lo affronta riguardo alla sua presunta relazione con Ffion, finendo per minacciarlo di strappargli il grain se non cancellerà tutti i video che ha conservato di lei. Jonas acconsente e Liam va via in auto, ma ha un incidente e perde i sensi. Quando rinviene riproduce gli ultimi ricordi con orrore sempre maggiore e cammina fino a casa, per affrontare ancora Ffion: tra i ricordi proiettati da Jonas nella cancellazione, Liam ha notato che c'era una immagine, datata diciotto mesi addietro, in cui compariva l'angolo di un quadro della loro camera da letto: Liam ha il sospetto che Ffion l'abbia tradito con Jonas durante un suo periodo di distacco che corrisponde anche al concepimento della figlia Jodie. Ffion ammette di aver tradito Liam, ma insiste nel dire che sia il padre della bambina. Liam rifiuta di crederle sulla parola e pretende che lei riproduca su schermo i suoi ricordi, fermandola prima che possa cancellare il ricordo: il video conferma i sospetti dell'uomo. Tempo dopo, Liam cammina da solo per casa mentre riguarda tormentato i ricordi felici con la sua famiglia. Arrivato davanti allo specchio in bagno, decide di togliersi il grain tagliandosi con una lametta e tirando via il dispositivo con delle tronchesine.
- Durata: 49 minuti
- Cast: Toby Kebbell (Liam Foxwell), Jodie Whittaker (Ffion Foxwell),[1] Tom Cullen (Jonas), Jimi Mistry (Paul), Amy Beth Hayes (Lucy), Rebekah Staton (Colleen), Rhashan Stone (Jeff), Phoebe Fox (Hallam), Daniel Lapaine (Max), Karl Collins (Robbie).

## Seconda stagione

### Torna da me
- Titolo originale: Be Right Back
- Diretto da: Owen Harris
- Scritto da: Charlie Brooker

#### Trama
Il giovane Ash muore in un incidente stradale, lasciando la compagna Martha. Al funerale Sarah, un'amica di Martha, le parla di un servizio online che permette alle persone di rimanere in contatto con i defunti: usando tutti i profili dei social media e tutti i messaggi lasciati online da Ash, se ne può creare uno virtuale. Martha respinge subito l'idea, ma Sarah la registra ugualmente al servizio senza dirglielo: Martha riceve così inaspettatamente una e-mail dal clone Ash. Furiosa, affronta Sarah, la quale la spinge a dare quantomeno una possibilità al servizio. Nei giorni seguenti Martha scopre di essere incinta e sopraffatta dal dolore inizia a scambiarsi e-mail con il bot di Ash. Viene convinta a caricare video e foto di Ash nel database del servizio, in modo che il bot possa duplicare anche la voce al telefono. Martha si rende conto di esserne ormai dipendente e l'Ash artificiale le parla di un livello ulteriore del servizio, che è ancora in fase sperimentale: un corpo fatto di carne sintetica, nel quale si può caricare il bot. Il risultato finale è un clone che assomiglia ad Ash solo fino ad un certo punto, ma che non respira, non mangia e non dorme. Martha comincia a sentirsi presto frustrata perché il clone manifesta emozioni solo quando lei gli dice di farlo, altrimenti è totalmente accondiscendente e manca di certi tratti della personalità del vero Ash. Dopo un litigio, Martha porta l'automa sul ciglio di una scogliera ordinandogli di saltare e arrabbiandosi ulteriormente quando egli non oppone resistenza. Parecchi anni dopo Martha ha cresciuto sua figlia e tiene il clone di Ash rinchiuso in soffitta, permettendogli di vedere la figlia durante i weekend. La bambina convince Martha a un'eccezione poiché è il suo compleanno e vuole dare ad Ash un pezzo della torta di compleanno. Mentre la figlia è in soffitta con il clone chiede alla madre di salire e lei, dopo un attimo di esitazione, la raggiunge.
- Durata: 48 minuti
- Cast: Hayley Atwell (Martha Powell), Domhnall Gleeson (Ash Starmer), Claire Keelan (Naomi), Sinead Matthews (Sarah), Flora Nicholson (ostetrica), Glenn Hanning (ragazzo delle consegne), Tim Delap (Simon), Indira Ainger (figlia di Martha).

### Orso Bianco

Fotogramma dell'episodio

- Titolo originale: White Bear
- Diretto da: Carl Tibbetts
- Scritto da: Charlie Brooker

#### Trama
Victoria si risveglia in una camera da letto senza ricordi. Guardandosi in giro trova le foto di una bambina e di un uomo, mentre i televisori trasmettono l'immagine statica di un simbolo bianco che ricorda un orso stilizzato. Lasciando l'abitazione, Victoria vede numerose persone per strada che la filmano con il cellulare ignorando le sue richieste d'aiuto e rimangono insensibili persino quando ne colpisce una con un sasso perché spaventata. Improvvisamente sopraggiunge un uomo con un passamontagna con il simbolo visto sui televisori che le spara contro. Inseguita dall'uomo, Victoria incontra Jem e Damien che la aiutano a fuggire. Quest'ultimo viene ucciso durante la fuga e le due donne vengono braccate anche da altre persone mascherate, mentre la gente per strada continua a filmare. Jem spiega che il simbolo proviene da un trasmettitore chiamato "Orso Bianco", il cui segnale ha trasformato la maggior parte della popolazione in una sorta di zombi ossessionati dall'idea di riprendere, tramite il loro telefono cellulare, tutto ciò che li circonda. Il trasmettitore non ha effetto su di loro e per questo sono l'obiettivo dei cacciatori mascherati. Jem pianifica quindi di raggiungere il trasmettitore del segnale e di distruggerlo; durante il viaggio incontrano un altro uomo di nome Baxter che decide di accompagnarle, mentre Victoria ha delle visioni di eventi passati, ma altri apparentemente futuri. Victoria pensa che la bambina sia sua figlia, ma non ne ricorda il nome. Baxter ad un certo punto porta le donne nel bosco e si rivela essere l'uomo col passamontagna, intendendo torturarle e poi ucciderle. Jem riesce a uccidere Baxter mentre tortura Victoria e le due donne raggiungono il trasmettitore, ma vengono attaccate da altri due cacciatori: quando Victoria cerca di sparare col fucile sottratto a Baxter, esso spara coriandoli, le mura si aprono rivelando un pubblico che applaude e tutte le persone incontrate sono vive e parte di una farsa. Victoria viene legata a una sedia, mentre Baxter appare in veste di presentatore e spiega tutto al pubblico: Ian Rannoch, il fidanzato di Victoria, ha rapito e torturato la bambina vista nelle fotografie mentre Victoria ha registrato le sue azioni sul cellulare. L'Orso Bianco, che in origine era l'orsacchiotto della bambina, è il nome dato all'operazione investigativa che ha portato alla cattura della coppia, mentre il simbolo sugli schermi e sulla maschera del cacciatore è identico al tatuaggio presente sulle spalle di Ian, particolare che ha permesso di identificarlo. L'uomo si è poi suicidato in cella, mentre Victoria è stata condannata a subire, ogni giorno, quanto penato dalla bambina: una serie di torture mentre la gente la filma. Victoria, ancora in stato confusionale, viene riportata nella casa dove si è svegliata mentre viene insultata e minacciata dalla folla, costretta a vedere il video che ha registrato della bambina e le viene cancellata la memoria del giorno appena passato mentre implora inutilmente di essere uccisa. Lo staff del "White Bear Justice Park", inclusi Baxter, Jem e Damien, si prepara così allo spettacolo del giorno successivo: la struttura è una sorta di parco di divertimenti in cui il supplizio di Victoria viene trasformato in uno show e le persone con i telefonini sono, in realtà, i visitatori del parco, che ogni giorno possono assistere alla tortura della donna e registrare la scena, ma devono rimanere lontani e non interferire. Il giorno successivo, Victoria si sveglia ancora nella camera da letto senza ricordare nulla.
- Durata: 42 minuti
- Cast: Lenora Crichlow (Victoria Skillane), Michael Smiley (Baxter), Tuppence Middleton (Jem), Ian Bonar (Damien), Nick Ofield (Iain Rannoch), Russell Barnett (Reporter), Imani Jackman (Jemima Sykes).

### Vota Waldo!
- Titolo originale: The Waldo Moment
- Diretto da: Bryn Higgins
- Scritto da: Charlie Brooker

#### Trama
Jamie Salter è un comico che anima l'orsetto blu di nome Waldo tramite il motion capture in un programma comico notturno. Nonostante Waldo sia piuttosto popolare, Jamie è insoddisfatto della vita. Il produttore di Waldo Jack Napier, che ne possiede i diritti, suggerisce come provocazione che Waldo dovrebbe concorrere con i veri politici alle prossime elezioni suppletive della cittadina di Stentonford, così da poter prendere posizione contro uno dei suoi intervistati, il candidato del Partito Conservatore Liam Monroe. Jamie si oppone all'idea, ma si ritrova costretto ad interpretare Waldo nel tentativo di attaccare Monroe. Durante la campagna elettorale Jamie conosce Gwendolyn Harris, la candidata del Partito Laburista. I due iniziano una relazione, ma la donna decide di interromperla su suggerimento del suo manager. Jamie non riesce a capire perché lei lo stia evitando e inizia a provare disprezzo per i politici in carriera. In un dibattito televisivo con i candidati, Monroe deride sia Waldo sia Jamie, sostenendo che Waldo sia uno scherzo e Jamie un comico fallito. Jamie ribatte con rabbia contro entrambi i candidati, accusandoli di essere più artificiali dello stesso Waldo. Più tardi si sente in imbarazzo per via del proprio sfogo di rabbia, ma la sua reazione diventa virale su YouTube e Waldo ottiene ancora più consensi da parte del pubblico. Jamie intende abbandonare la campagna elettorale e cerca di scusarsi con Gwendolyn che però lo respinge per averle rovinato la carriera. L'ultimo giorno della campagna elettorale, Jamie si riunisce alla troupe televisiva ma viene sopraffatto dalla colpa, prega il pubblico di non votare per Waldo, abbandona il furgone e cerca di rompere lo schermo. Napier però prende in mano i comandi di Waldo e ordina al pubblico di attaccare Jamie. Il giorno delle elezioni Jamie guarda i risultati da un letto d'ospedale: Monroe vince, mentre Waldo, ora interpretato da Napier, arriva secondo. Successivamente mentre Napier suggerisce al pubblico di ribellarsi, Jamie, che è diventato un senzatetto, si accanisce con uno schermo con la pubblicità di Waldo, venendo malmenato da due poliziotti.
- Durata: 43 minuti
- Cast: Daniel Rigby (Jamie Salter), Chloe Pirrie (Gwendolyn Harris), Jason Flemyng (Jack Napier), Tobias Menzies (Liam Monroe), Christina Chong (Tamzin), James Lance (Connor), Ed Gaughan (Shaun), Pip Torrens (Philip Crane), David Ajala (Jeff Carter), Michael Shaeffer (Roy).

## Speciale di Natale

### Bianco Natale
- Titolo originale: White Christmas
- Diretto da: Carl Tibbets
- Scritto da: Charlie Brooker

#### Trama
Il giorno di Natale, in una casetta sperduta in una pianura innevata lontana dalla civiltà, Matt Trent e Joe Potter vi si trovano da cinque anni per un lavoro non meglio precisato. Matt tenta di convincere Joe a raccontarsi l'un l'altro il motivo per cui hanno accettato questo lavoro e per farlo inizia a raccontare la sua storia con un flashback.
Matt racconta che aiutava le persone timide e impacciate a conquistare le donne attraverso lo "Z-Eye", un dispositivo di realtà aumentata impiantato nei loro occhi che permette di accedere a internet. In cambio, egli trasmetteva in streaming tutto quanto vedeva il cliente e lo commentava insieme ad altri utenti. Un giorno Matt si trovò ad aiutare Harry a conquistare Jennifer, una ragazza introversa. Jennifer notò il ragazzo che parlava da solo non sapendo stesse comunicando con Matt, perciò lo portò a casa sua e lo avvelenò pensando soffrisse di schizofrenia come lei, intendendo commettere un omicidio-suicidio per "liberare" entrambi. Matt e gli altri utenti assistettero impotenti alla scena e Matt, sorpreso dalla moglie, venne da lei bloccato tramite lo Z-Eye, impedendogli di comunicare in qualsiasi modo e percependola come una sagoma bianca. Egli riferisce di essere stato condannato a lavorare là per l'omicidio di Harry, ma precisa che quello fosse solo un passatempo e racconta del suo vero lavoro, sempre tramite un flashback.
In una stanza d'ospedale, Greta viene sottoposta ad anestesia e durante quella che sembra essere un'esperienza extracorporea si trova come coscienza all'interno di un chip. Matt appare spiegando che lei non è la vera Greta, ma un "cookie", ovvero una copia digitale della sua coscienza creata per gestire la domotica della casa, conoscendo esattamente le preferenze del cliente. Per rendere il tutto più reale, Matt dota la copia di Greta di un corpo del tutto uguale a quello del suo originale. Tuttavia la copia, convinta di essere una persona reale, si rifiuta di svolgere i compiti assegnati e Matt inizia a torturarla, facendole percepire pochi secondi come settimane passate nel nulla in totale inattività. Dopo sei mesi passati in questo modo, la copia accetta immediatamente il suo nuovo incarico.
Al termine del racconto Joe si dice disgustato dal lavoro di Matt e comincia a raccontare la sua storia. Racconta che aveva una compagna di nome Beth, avevano una vita di coppia all'apparenza felice, finché una sera Joe scopre nell'immondizia un test di gravidanza positivo. Beth dichiara di non voler portare avanti la gravidanza, e dopo una brutta lite, Beth blocca Joe attraverso lo Z-Eye e se ne va di casa. Dopo qualche mese Joe riconosce per strada la sagoma bianca di Beth e scopre che è ancora incinta, ma quando tenta di approcciarla viene arrestato subendo un ordine restrittivo che estende il blocco anche al nascituro. Negli anni seguenti, ogni 25 Dicembre, Joe continua a recarsi presso la casa del padre di Beth sapendo che lei passerà il Natale con lui e scopre, spiando da lontano le sagome, che Beth ha avuto una bambina. Un giorno scopre al notiziario che Beth è morta in un incidente ferroviario, facendo terminare il blocco. Joe si reca quindi a casa del suocero per vedere finalmente il volto della figlia, ma con orrore scopre che la bambina ha tratti asiatici, ed è frutto del tradimento di Beth con un collega. Il padre di Beth sorprende Joe in casa e gli intima di andarsene, ma Joe sconvolto lo colpisce con il regalo di Natale che aveva preso per la bimba, una palla di vetro, e lo uccide. Joe scappa, riducendosi a vivere come un barbone per strada. Dopo alcuni mesi viene arrestato dalla polizia, ma non parla con nessuno. 
Matt a quel punto, ascoltando il racconto, chiede a Joe che fine ha fatto la bambina, e Joe in lacrime confessa di ritenersi colpevole anche della morte della piccola, morta assiderata dopo che, rimasta sola, era uscita per cercare aiuto. A queste parole, Matt si dice soddisfatto del risultato raggiunto e scompare, mentre Joe si rende conto che la stanza dove si trova è identica alla cucina del padre di Beth, e che l'edificio dove si trovano lui e Matt ha lo stesso aspetto della casetta rappresentata nella palla di vetro con cui ha ucciso l'anziano.
Joe è in realtà una copia digitale inserita in una simulazione: la polizia ha chiesto l'aiuto di Matt e delle sue capacità dialettiche per fare confessare Joe, che verrà condannato per le due morti di cui ha raccontato. Anche la storia raccontata da Matt a Joe è vera e si scopre che ha collaborato con la polizia per evitare il carcere, ma è stato inserito nel registro dei molestatori sessuali: in conseguenza di ciò riceve un blocco permanente nei confronti di qualsiasi altro essere umano. Egli è perciò libero, ma condannato a vivere in totale solitudine e isolamento, dato che il blocco gli farà vedere le altre persone come sagome indistinte, con la voce distorta e resa incomprensibile, e lui stesso apparirà agli altri in questo modo, rendendo di fatto impossibile comunicare. Nel frattempo il cookie Joe viene portato alla pazzia dai poliziotti che gli fanno percepire il trascorrere di mille anni al minuto, solo nella cucina mentre la radio trasmette la canzone che era in onda mentre uccideva il suocero.
- Durata: 73 minuti
- Cast: Jon Hamm (Matthew "Matt" Trent), Rafe Spall (Joe Potter), Oona Chaplin (Greta), Natalia Tena (Jennifer), Janet Montgomery (Bethany Grey), Rasmus Hardiker (Harry), Zahra Ahmadi (Gita), Robin Weaver (Hoder), Dan Li (Tim), Verity Marshall (Amy), Ken Drury (Gordon), Ian Keir Attard (Dawson), Esther Smith (Madge).
- Curiosità: la canzone che Beth canta al karaoke è la stessa canzone cantata da Abi nell’episodio 15 milioni di celebrità.

## Terza stagione

### Caduta libera
- Titolo originale: Nosedive
- Diretto da: Joe Wright
- Scritto da: Charlie Brooker, Michael Schur, Rashida Jones

#### Trama
Lacie Pound vive in un mondo dove chiunque può votare la popolarità degli altri con un massimo di cinque stelle grazie alla tecnologia all'interno di telefoni intelligenti e a lenti ottiche standard che consentono di visualizzare il nome e il punteggio corrente di tutti. Lacie ha un indice di gradimento di circa 4,2 su un massimo di 5 ed è ossessionata dall'idea di essere popolare. Scopre che, per avere un consistente sconto sull'acquisto di una nuova casa, ha bisogno di un punteggio di almeno 4,5 e tenta di ricevere l'apprezzamento di persone con punteggio più alto per facilitare l'aumento dell'indice di gradimento.
Dopo aver postato una foto del suo pupazzo d'infanzia, viene contattata dalla sua vecchia amica Naomi che ha un punteggio di 4,8 e le chiede di essere la sua damigella d'onore; Lacie accetta felicissima, sicura che grazie a un discorso accattivante al matrimonio riceverà da parte dei popolari amici di Naomi un numero tale di 5 stelle da farle raggiungere 4,5 in poco tempo. Recatasi in aeroporto per andare al matrimonio scopre che il suo volo è stato cancellato, ma non possiede un punteggio sufficiente per avere un posto su un altro volo. Frustrata dalla situazione, si altera e la sicurezza la punisce abbassando il suo punteggio di un punto per 24 ore, durante questo periodo di tempo inoltre tutti i voti negativi che riceverà varranno il doppio.
Lacie noleggia una vecchia auto elettrica per raggiungere il luogo del matrimonio di Naomi, ma la batteria si esaurisce e lei non riesce a ricaricarla poiché la vettura è così vecchia che la stazione di servizio non dispone del necessario adattatore. Tenta di fare l'autostop, ma gli automobilisti si rifiutano di fermarsi per via del suo basso punteggio, ed alcuni le danno persino un voto negativo, peggiorandole ulteriormente la valutazione. Alla fine riesce a ottenere un passaggio da un'anziana camionista, Susan, che racconta il suo passato, quando era ossessionata dai voti finché non morì suo marito, a cui fu negata la terapia per il cancro a favore di un paziente con un punteggio più alto; allora Susan smise di preoccuparsi di questo dato, e da allora vive spensierata nonostante le sue 1,4 stelle. Naomi chiama Lacie e le dice che non è più la benvenuta al matrimonio a causa del suo attuale punteggio, sceso ormai a 2,6. Lacie è sconvolta perché pensava di essere una delle sue più care amiche, ma Naomi la informa che era stata invitata solo per sfruttarla e ricevere voti più alti al matrimonio. Lacie si ubriaca e s'intrufola al matrimonio, irrompendo alla cerimonia e mettendo in imbarazzo Naomi e se stessa, minacciando poi il nuovo marito di Naomi con un coltello quando cerca di trattenerla. Viene arrestata e le vengono rimossi il telefono e le lenti che le permettevano di visualizzare i punteggi. Tuttavia, si ritrova sorprendentemente felice scambiando insulti con il prigioniero della cella di fronte, senza più paura di ricevere punteggi bassi.
- Durata: 63 minuti
- Anno di produzione: 2016
- Cast: Bryce Dallas Howard (Lacie Pound), Alice Eve (Naomi Blestow), Cherry Jones (Susan), James Norton (Ryan Pound), Alan Ritchson (Paul), Daisy Haggard (Bets), Susannah Fielding (Carol), Michaela Coel (assistente di volo), Kadiff Kirwan (Chester), Ṣọpẹ́ Dìrísù (uomo in cella), Andrew Roux (addetto alla stazione di servizio).

### Giochi pericolosi
- Titolo originale: Playtest
- Diretto da: Dan Trachtenberg
- Scritto da: Charlie Brooker

#### Trama
Cooper Redfield, un giovane di Syracuse, un mattino scappa da casa e intraprende un viaggio intorno al mondo, ricevendo continue chiamate dalla madre alle quali non risponde. A Londra passa una notte con Sonja, una ragazza inglese programmatrice di videogiochi.
Il giorno dopo, tenta di acquistare il biglietto che lo riporterà a casa, ma scopre che in Thailandia gli hanno clonato la carta di credito e di non avere più soldi. Ospitato nuovamente da Sonja, le spiega di aver scaricato un'applicazione per iscriversi a un programma di beta testing di videogiochi avveniristici con il quale intende guadagnare il denaro per tornare in patria. Sonja gli suggerisce invece di scattare delle foto di nascosto sui progetti dei videogiochi per far fuoriuscire le notizie e guadagnare molto di più.
Cooper si reca presso l'azienda di videogiochi, fuori città: qui conosce Katie, l'assistente del direttore Saito, la quale gli ritira il cellulare proprio per impedirgli di inviare foto. Katie esce un momento dalla stanza e Cooper ne approfitta per sbloccare la rete sul cellulare, scattare e inviare foto a Sonja, ma il ritorno improvviso di Katie gli impedisce di spegnerlo correttamente. Katie, ignara dell'infrazione commessa da Cooper, gli inserisce un chip di controllo neurale che chiama "fungo" dietro il collo: durante l'attivazione Cooper riceve l'ennesima chiamata dalla madre, che Katie blocca. Dopo quel primo momento di attivazione, Cooper vede degli ologrammi e inizia a giocarci, divertendosi molto.
Gli viene proposto un altro test per ricevere un compenso maggiore: dopo avere parlato con Saito, il fungo di Cooper viene collegato a un cavo per qualche secondo, dopodiché Katie lo accompagna presso una casa in stile XIX secolo: Cooper dovrà rimanere lì finché riuscirà a resistere, poiché il programma gli farà vivere illusioni ottiche e visive delle sue paure recepite dal fungo collegato al suo cervello. Cooper rimarrà comunque in contatto con Katie tramite un auricolare wireless.
Dopo essere stato spaventato da alcune illusioni, il segnale con Katie si interrompe, e Sonja arriva alla porta avvertendolo che precedenti tester per quell'azienda sono scomparsi. Cooper però si accorge che la versione di Sonja ha delle falle e quando la smaschera la ragazza tenta di ucciderlo. Dopo pochi istanti di isteria scopre che è stata un'altra illusione, il segnale con Katie ritorna, ma Cooper decide di terminare il test. Katie lo rassicura, e gli dà indicazioni per raggiungere il "punto di recupero", ma quando lo raggiunge il tono di Katie cambia totalmente verso la derisione, la porta è sparita e la donna lo incalza di domande personali, a cui lui improvvisamente non sa più rispondere.
Cooper tenta di estrarsi il fungo da solo, ma Katie, Saito e due collaboratori intervengono e lo fermano: a quanto pare il fungo ha interagito troppo a fondo con il sistema nervoso di Cooper, facendogli dimenticare il suo passato: Saito, dopo avergli chiesto scusa, ordina ai due assistenti di portarlo via. Cooper urla e si risveglia: è ancora nell'ufficio di Saito, che si scusa sentitamente: forse i parametri erano troppo alti e il "gioco" è durato solo un secondo nella realtà. Cooper torna finalmente a casa, ma trova la madre in lacrime che non lo riconosce e gli dice che deve chiamare suo figlio per sapere come sta.
Cooper nuovamente si risveglia nel momento in cui la madre lo aveva chiamato al suo primo incontro con Katie e muore in preda agli spasmi. Mentre il corpo di Cooper viene portato via, Katie registra i risultati dell'esperimento: la durata è stata di 0,04 secondi e la causa dell'imprevisto nel test è stata l'interferenza del cellulare.
- Durata: 57 minuti
- Cast: Wyatt Russell (Cooper Redfield), Hannah John-Kamen (Sonja), Wunmi Mosaku (Katie), Ken Yamamura (Shou Saito), Elizabeth Moynihan (madre di Cooper), Jamie Paul (Josh Peters).

### Zitto e balla
- Titolo originale: Shut Up and Dance
- Diretto da: James Watkins
- Scritto da: Charlie Brooker, William Bridges

#### Trama
Kenny è un adolescente alquanto introverso, ma dai modi di fare gentili e rassicuranti. Una sera, tornando a casa dal lavoro, scopre che sua sorella ha usato il suo laptop e, inavvertitamente, vi ha installato un malware. Kenny tenta di rimuoverlo utilizzando un programma scaricato da un sito internet chiamato Shrive ("confessa"), non rendendosi conto che, grazie a quel tool, un hacker ha preso il controllo della sua webcam. La sera successiva, Kenny si masturba davanti alla webcam del suo computer. Dopo pochi minuti, riceve un'email in cui gli viene detto di essere stato registrato. Da quel momento, se non eseguirà gli ordini che gli verranno impartiti attraverso il proprio cellulare, il video verrà inviato a tutti i suoi contatti.
Il giorno seguente Kenny viene obbligato ad abbandonare il posto di lavoro per recarsi sul tetto di un parcheggio multi piano, dove un altro uomo ricattato gli consegna un pacco contenente una torta. Con esso si dirige in un albergo dove incontra Hector, un padre di famiglia che si era recato lì pensando di doversi incontrare con Mindy (una prostituta ventenne conosciuta su un sito di incontri) mentre invece scopre di essere anche lui sotto ricatto. I due vengono costretti a dirigersi presso una banca fuori città con l'auto indicata dai ricattatori, durante il viaggio Hector chiede a Kenny perché lui accetti di fare tutto questo, considerando che non ha fatto nulla di male o di cui vergognarsi eccessivamente, ma Kenny non risponde. Arrivati sul posto ricevono l'ordine di rapinare la banca, utilizzando una pistola, un cappello e degli occhiali nascosti dentro la torta. Sebbene sia terrorizzato (arriva persino a urinarsi addosso), Kenny porta a termine la rapina e insieme ad Hector fugge verso quello che sembra essere il loro ultimo compito. Giunti in campagna i due vengono separati: ad Hector viene affidato il compito di disfarsi dell'auto, mentre Kenny viene diretto verso il bosco con il denaro. Qui incontra un altro uomo ricattato dall'hacker, il quale attiva un drone dotato di telecamera che inizia a filmarli: i due dovranno combattere fino alla morte e la refurtiva della rapina sarà il premio per il vincitore.
L'uomo chiede a Kenny cosa abbia fatto per trovarsi sotto ricatto: il ragazzo, in lacrime, dice di aver solamente guardato delle foto. L'uomo risponde di trovarsi lì per lo stesso motivo ma, quando gli chiede quanti anni avessero nel suo caso i soggetti delle foto, ammiccando truce e alludendo alla propria stessa esperienza, Kenny si rifiuta di rispondere, fin quando il suo avversario non gli rivela di essersi anch'egli masturbato, guardando fotografie, nel suo caso di bambini: è dunque un pedofilo. Infine, Kenny, sopravvissuto allo scontro e completamente insanguinato, si allontana dal bosco con il denaro rubato: sembrerebbe quindi aver portato a termine quanto impostogli ma, come accade per gli altri ricattati, riceve anch'egli il meme della trollface (in voga all'inizio degli anni 2010) dall'hacker, che intanto diffonde i video o le mail con cui ricattava le sue vittime. 
Proprio in quel momento, infatti, Kenny riceve una chiamata di sua madre, disperata per via del video che è stato appena diffuso, e nel frattempo anche sul telefono del ragazzo compare la trollface inviata dall'hacker: la verità che ha sconvolto la madre è che anche Kenny è un giovane pedofilo, che si era eccitato alla vista di bambini. Il giovane, giunto infine sul vialetto di casa, si lascia arrestare dalla polizia senza opporre resistenza.
- Durata: 52 minuti
- Cast: Alex Lawther (Kenny), Jerome Flynn (Hector), Susannah Doyle (donna ricattata), Hannah Steele (Melissa), Sarah Beck Mather (madre al ristorante), Beatrice Robertson-Jones (figlia al ristorante), Maya Gerber (Lindsay), Camilla Power (Sandra), Ivanno Jeremiah (uomo ricattato), Natasha Little (Karen), Nicola Sloane (impiegata bancaria), Paul Bazely (uomo nella foresta), Leanne Best (Penny).
- Canzone finale: Exit Music (For a Film) - Radiohead

### San Junipero
- Titolo originale: San Junipero
- Diretto da: Owen Harris
- Scritto da: Charlie Brooker

#### Trama
Sono gli anni ottanta e Yorkie, una giovane timida e impacciata, esce per la prima volta a San Junipero e nel locale Tucker's incontra per caso Kelly, una ragazza estremamente estroversa. Dopo essersi conosciute meglio, Kelly propone a Yorkie di passare le ultime ore della serata insieme facendole delle avance, ma Yorkie rifiuta. Una settimana dopo, Yorkie raggiunge nuovamente il locale e incontra nuovamente Kelly; accetta la sua proposta e le due finiscono a letto assieme. La settimana successiva Yorkie cerca di nuovo Kelly, ma non la trova; chiede informazioni ad un ragazzo che aveva visto con Kelly, e costui le dice di provare a cercarla in altre epoche. Presto ci si renderà conto che a San Junipero è sempre sabato sera, è sempre il momento di dedicarsi a fare baldoria e a lasciarsi andare.
 San Junipero non è altro che una realtà virtuale dove si può trascorrere una gioventù eterna, un eterno sabato sera dove dimenticare la dura realtà della vita vera. Così, nelle seguenti settimane, Yorkie cerca Kelly in epoche che vanno dagli anni ottanta agli anni 2000 e la città assume aspetti differenti nello stile del tempo. Yorkie trova finalmente Kelly, ma quest'ultima spiega di non volere avere relazioni stabili: in passato era stata sposata e ora vuole solo divertirsi. Davanti però all'insistenza di Yorkie, Kelly si propone di andarla a trovare nella realtà.
 Si scopre così che Kelly è un'anziana donna affetta da un tumore in stadio terminale, Yorkie invece è un'ultrasessantenne tetraplegica, in stato vegetativo da quando aveva vent'anni. Le due anziane stanno sperimentando il programma "San Junipero", che permette loro per cinque ore a settimana di vivere in questo mondo virtuale. Finché sono in vita, infatti, le persone possono accedere a San Junipero solo per poche ore a settimana, ma al momento della morte hanno la possibilità di chiedere il trasferimento definitivo della loro coscienza, ottenendo così di fatto la vita eterna. Yorkie (completamente paralizzata a letto da quarant'anni in seguito a un incidente che le accadde subito dopo il suo coming out con la famiglia) comunica tramite un dispositivo e progetta, con l'infermiere Greg, un matrimonio di comodo per avere da lui l'autorizzazione all'eutanasia e il trasferimento definitivo a San Junipero, che la famiglia le nega per motivi religiosi. Kelly si offre al posto di Greg per sposare Yorkie e in breve il matrimonio viene celebrato.
 Yorkie muore e la sua coscienza è trasferita permanentemente a San Junipero: qui la donna incontra di nuovo Kelly e le chiede di scegliere l'eutanasia, così da immortalare anche la sua coscienza nel programma, dove potrebbero vivere per l'eternità insieme. Kelly inizialmente rifiuta, per rispetto verso la figlia, morta giovane quando il programma San Junipero ancora non esisteva, e verso il marito che, per scelta morale (ma non religiosa, dato che non credeva nell'aldilà), non volle per sé un destino diverso dalla figlia. Questo porta inizialmente le due a litigare, ma quando le condizioni di Kelly iniziano a peggiorare, l'anziana donna, dopo avere riflettuto, decide di unirsi a Yorkie a San Junipero e di far invece seppellire il suo corpo fisico accanto alla figlia e al marito. 
Nel mondo reale, in una sala server della ditta TCKR Systems, che gestisce la simulazione, un braccio robotico sistema le capsule con le coscienze in questo enorme cimitero virtuale; in particolare ne sistema due in modo che siano una di fianco all'altra, mentre le coscienze in esse contenute si godono a San Junipero la vita felice e libera che una delle due non aveva mai potuto avere e l'altra credeva di non poter più vivere.
- Durata: 61 minuti
- Cast: Gugu Mbatha-Raw (Kelly), Mackenzie Davis (Yorkie), Denise Burse (Kelly anziana), Annabel Davis (Yorkie anziana), Raymond McAnally (Greg), Gavin Stenhouse (Wes).
- Premi: IGN Awards (Best TV Episode);[2] GLAAD Media Awards (Outstanding Individual Episode);[3] BAFTA Television Craft Awards (Best Make Up, Costume and Hair Design);[4] Online Film and Television Association Awards (Best Motion Picture);[5] Primetime Emmy Awards (Outstanding Television Movie and Outstanding Writing for a Limited Series, Movie, or Dramatic Special);[6] Broadcast Awards (Best Single Drama).[7]
- La colonna sonora contiene molte canzoni degli anni ottanta e le scenografie sono state accuratamente progettate per evocare l'epoca. L'episodio è stato girato a Londra, in Inghilterra, e a Città del Capo, in Sudafrica, nel giro di solo due settimane.[8]

### Gli uomini e il fuoco
- Titolo originale: Men Against Fire
- Diretto da: Jakob Verbruggen
- Scritto da: Charlie Brooker

#### Trama
"Stripe" Koinange, soldato di un'organizzazione militare, è alla sua prima missione. La sua squadra è incaricata di eliminare i cosiddetti “parassiti”: mutanti in parte umani ma dalle sembianze mostruose che suscitano orrore. Stripe porta a termine la missione uccidendo ben due parassiti ma, rientrato alla base, comincia ad avere problemi con la sua “maschera”, un'interfaccia di realtà aumentata installata nella testa di ogni soldato, in modo da permettere una maggior efficienza durante le missioni. Stripe supera i test psico-fisici di controllo, che non evidenziano particolari difetti all'interfaccia, cosicché il soldato torna in missione. Il giorno seguente Stripe, Medina e Hunter arrivano in un complesso residenziale abbandonato per cercare altri "parassiti". Durante l'operazione un mutante uccide Medina, l'ufficiale superiore dei due soldati. Mentre perlustrano l'edificio in cerca del cecchino, Stripe incontra una donna umana e la esorta a fuggire per mettersi in salvo dai "parassiti", ma Hunter la uccide. Stripe non capisce il comportamento della sua compagna, soprattutto quando in un successivo scontro a fuoco Hunter individua dei "parassiti" che Stripe vede come normali esseri umani. Il soldato tenta così di impedire a Hunter di massacrarli e la mette fuori combattimento, poi fugge con una donna e suo figlio: grazie alle rivelazioni della donna e, in seguito, dello psichiatra militare, Stripe comprende che è stato un particolare congegno, utilizzato contro di lui da un parassita durante un combattimento corpo a corpo, a danneggiare la sua maschera consentendogli così di venire a contatto con la vera realtà: è l'impianto maschera ad alterare i suoi sensi per nascondere il fatto che i “parassiti” sono in realtà esseri umani normali.
Nel finale dell'episodio la verità viene a galla: in realtà, i “parassiti” sono vittime di un deliberato genocidio deciso dal governo in accordo con l'esercito. Il programma prevede l'eliminazione di tutti coloro ritenuti geneticamente inferiori, poiché essi hanno maggiore probabilità di contrarre il cancro o varie malattie gravi come la Sclerosi multipla, oltre ad aver sviluppato altre problematiche quali un QI più basso della media o deviazioni comportamentali e sessuali. Stripe è posto dinanzi ad una scelta: può accettare di preservare il segreto o essere detenuto a vita. Qualche tempo dopo, tornando a casa propria, trova ad accoglierlo la sua compagna, che continuava a sognare sotto le armi, ma subito dopo la donna svanisce: anche questa è una finzione generata dall'impianto maschera?
- Durata: 60 minuti
- Cast: Malachi Kirby ("Stripe" Koinange), Madeline Brewer ("Hunter" Raiman), Ariane Labed (Catarina), Sarah Snook (Medina), Michael Kelly (Arquette), Kola Bokinni (Lennard), Francis Magee (Parn Heidekker), Aruhan Galieva (madre del villaggio), Simon Connolly (dottore), Dean Ashton (Bradley), Kave Niku (abitante del villaggio), Thomas Thorøe (abitante del villaggio #2), Loreece Harrison (ragazza del sogno), Toby Oliver (ragazzo parassita).
- Le riprese della base militare si sono svolte nell'area dei box del circuito di Silverstone, in Inghilterra.

### Odio universale
- Titolo originale: Hated in the Nation
- Diretto da: James Hawes
- Scritto da: Charlie Brooker

#### Trama
La giornalista Jo Powers viene trovata morta e la detective Karin Parke indaga sul caso insieme alla sua nuova partner Blue Colson, esperta informatica. Le due donne seguono sia la pista dell'uxoricidio che una conseguenza della bufera mediatica subita dalla giornalista in seguito ad un articolo dove criticava il suicidio di un'attivista disabile. L'autopsia rivela che Powers è stata uccisa da un insetto drone automatizzato (IDA), utilizzato per sostenere la popolazione delle api e compensarne l'estinzione; le due donne si recano all'azienda creatrice Granular, dove il responsabile Rasmus scopre e conferma loro che un IDA è stato hackerato vicino alla casa della giornalista. Alle due donne si unisce l'agente Shaun Li dell'Agenzia Nazionale Anticrimine che porta la notizia della morte del rapper Tusk con lo stesso modus operandi, reo di avere schernito in televisione un bambino che voleva imitarlo. Entrambe le vittime avevano ricevuto molti messaggi con l'hashtag "#DeathTo" e risalendo all'origine dello stesso arrivano ad un video che promuove un "Gioco delle conseguenze", dove gli utenti possono votare con l'hashtag in questione ogni giorno chi morirà alle ore 17:00. La polizia individua il nuovo bersaglio e lo porta in un rifugio, ma l'hacker prende il controllo di tutte le IDA della Granular e lo uccide lasciando illese le due poliziotte che tentavano di difenderlo.
Colson si rende conto che le IDA trovano i loro obiettivi utilizzando avanzati software di riconoscimento facciale e costringe l'agente Li ad ammettere che il governo le sta usando di nascosto per una sorveglianza di massa del popolo a fini di sicurezza, poiché è stato l'unico incentivo per ottenere i fondi necessari ad avviarlo. Intanto l'utilizzo di #DeathTo cresce rapidamente dopo che il pubblico scopre che le persone muoiono realmente e il cancelliere della tesoreria diventa il bersaglio successivo. Colson trova nella cache di un IDA un manifesto scritto da Garrett Scholes, un ex dipendente della Granular, dove affermava di volere costringere la persone che si nascondono dietro l'anonimato online ad affrontare le conseguenze delle loro azioni. Colson localizza dove Scholes si è scattato il selfie e nel rifugio, ora disabitato, trovano un disco rigido che contiene un sistema per l'avvio delle IDA. Quando esso viene collegato al sistema scoprono che contiene una lista di tutti coloro che hanno utilizzato l'hashtag #DeathTo. Parke teme che le vittime siano state un'esca e il piano di Scholes sia di eliminare tutte le 387 000 persone che hanno usato l'hashtag, ma l'agente Li procede ugualmente alla disattivazione del sistema, scatenando come temuto tutte le IDA contro gli utilizzatori dell'hashtag.
Alcuni mesi dopo, la detective Parke espone i fatti in un'udienza in diretta, affermando che Blue Colson si sia dimessa in seguito all'accaduto e si presume si sia suicidata. In realtà, ella è ancora viva ed è riuscita a rintracciare Scholes (che ha trovato rifugio in America Latina) mentre è intento a guardare l'udienza in diretta in un bar, ed invia un messaggio alla detective Parke, a conoscenza della missione segreta, per avvisarla.
- Durata: 90 minuti
- Cast: Kelly Macdonald (Karin Parke), Faye Marsay (Blue Coulson), Benedict Wong (Shaun Li), Jonas Karlsson (Rasmus Sjoberg), Joe Armstrong (Nick Shelton), Elizabeth Berrington (Jo Powers), Charles Babalola (Tusk), Ben Miles (Cancelliere Tom Pickering), Esther Hall (Vanessa Dahl), Holli Dempsey (Clara Meades), Vinette Robinson (Liza Bahar), Georgina Rich (Tess Wallander), Duncan Pow (Garrett Scholes), Cecilia Noble (Patricia Lamarr), Katherine Kinglsey (Dana Costello), James Larkin (Simon Powers), Robin Pearce (Harry Barclay), Adrian Lukis (segretario di Stato Alex Willis), Jane Bertish (capo dell'MI5), Anita Anand (giornalista), Thomas Dominique (Roadie), Leonie Elliott (Fiona), Reon Smith Marshall (Aaron Sheen), Matheus Mirek (uomo delle consegne), Jeremy Booth (uomo col cane), Tom Ashley (paramedico).
- In questo episodio c'è un riferimento ricorsivo ad un altro episodio della stessa serie, ovvero Giochi pericolosi: mentre Scholes è nel bar a guardare l'udienza, tra le news viene rivelato che Shou Saito ha annunciato l'imminente uscita di un nuovo videogame.

## Quarta stagione

### USS Callister
- Titolo originale: USS Callister
- Diretto da: Toby Haynes
- Scritto da: Charlie Brooker, William Bridges

#### Trama
Robert Daly è un programmatore brillante ma socialmente impacciato che ha creato il gioco Infinity, un MMORPG a tema fantascientifico giocato tramite realtà virtuale. Robert è stato però soverchiato dal socio James Walton, più carismatico e capo de facto dell'azienda. Egli vive le sue giornate di lavoro isolato e deriso dai dipendenti, riversando la sua frustrazione la sera, utilizzando una versione modificata di Infinity ispirata alla sua serie fantascientifica anni '60 preferita, all'interno del quale lui è l'onnipotente "Capitano Daly" della navicella USS Callister, in cui copie virtuali dei suoi colleghi di lavoro lo lodano e osannano. Un giorno al lavoro viene assunta una nuova collaboratrice, Nanette, che dice a Robert di essere una sua estimatrice. Egli pensa sia innamorata di lui, ma origliando una conversazione scopre che l'interesse è meramente professionale. Decide quindi di utilizzare il DNA presente su un bicchiere usato dalla ragazza per inserirla nella sua versione di Infinity. Questi cloni digitali sono in realtà senzienti e Nanette rimane sconvolta dalla verità rivelata dai suoi colleghi: sono tutti costretti ad obbedire alle fantasie di Robert come servi di un dio crudele.
Nanette non accetta la rassegnazione degli altri e cerca di ribellarsi hackerando dall'interno il sistema e inviandosi un messaggio nella realtà, ma Robert lo scopre e punisce al suo posto Lowry, tramutandola in un mostro. Disperata, Nanette scorge nello spazio uno squarcio di luce: è l'imminente aggiornamento del gioco tramite una backdoor. Convince l'equipaggio a progettare un piano di fuga attraverso quello squarcio, ma Walton la avverte che finché Daly possiede i loro DNA può creare infinite copie. Durante la successiva sessione di gioco, Nanette riesce a distrarre il capitano Daly portandolo su un pianeta vicino e invitandolo a fare un bagno in un lago, mentre l'equipaggio ruba il dispositivo di comunicazione del capitano per contattare la Nanette reale, che viene ricattata pena la diffusione di sue foto sexy "rubate" dal suo spazio cloud: la ragazza si intrufola quindi dalla finestra nell'appartamento di Daly, lo distrae facendolo andare alla porta con una pizza a domicilio e sottrae le tracce di DNA. Intanto l'equipaggio approfitta della pausa di gioco per fuggire verso la backdoor. Quando Daly torna nel gioco, capisce l'inganno e insegue l'equipaggio a bordo di una navetta, ma la loro nave è colpita da un asteroide e costretta alla deriva: Walton si sacrifica per riattivare i motori, la nave attraversa la backdoor ed entra nel gioco ufficiale, senza le modifiche di Robert. A quest'ultimo viene bloccata dal firewall l'uscita dal gioco: egli è costretto a rimanere in eterno nella navetta da solo, fisicamente impossibilitato ad uscire dal gioco, mentre la sua controparte reale è in catalessi alla scrivania. L'equipaggio si risveglia nella versione non-modificata di Infinity con Valdack e Lowry, tornati alla forma umana. Tutti insieme continuano la loro avventura con Nanette come capitana, dopo aver interagito con un giocatore infastidito, "Gamer691".
- Durata: 76 minuti
- Cast: Jesse Plemons (Robert Daly), Cristin Milioti (Nanette Cole), Jimmi Simpson (James Walton), Michaela Coel (Shania Lowry), Billy Magnussen (Karl Valdack), Milanka Brooks (Elena Tulaska), Osy Ikhile (Nate Packer), Paul G. Raymond (Kabir Dudani), Aaron Paul (Gamer691, solo voce).

### Arkangel
- Titolo originale: Arkangel
- Diretto da: Jodie Foster
- Scritto da: Charlie Brooker

#### Trama
Dopo che la figlia Sara si perde al parco, Marie decide di farle impiantare "Arkangel", un sistema di controllo di nuova sperimentazione, che le permette attraverso un tablet di geolocalizzare la figlia, monitorare i parametri biologici, vedere attraverso i suoi occhi e attivare una sorta di parental control che le mostra la realtà sfumata ogni qualvolta accada un evento che potrebbe aumentarle lo stress. La madre controlla Sara morbosamente finché si accorge che la mancanza di esperienze reali e complete fa assumere alla ragazza comportamenti strani, all'apparenza autolesionistici. Si consulta con uno psicologo che la convince a smettere di sorvegliare e controllare sua figlia, spegnendo il tablet. Sara cresce come una normale ragazza e raggiunge l'adolescenza: volendo andare al lago con degli amici, mente alla madre dicendole che sarebbe andata da un'amica.
Più tardi Marie, non riuscendo a contattare la figlia e avendo scoperto che non è dall'amica, riaccende il tablet e assiste al suo primo rapporto sessuale con un vecchio amico, Ryan. Marie riprende a sorvegliare la figlia e, vedendola assumere cocaina, rintraccia Ryan e lo minaccia di consegnare alla polizia le immagini registrate su Arkangel con la figlia, ancora minorenne. Sara si dispera per la fine inspiegabile del rapporto con Ryan e la madre intanto le somministra una pillola del giorno dopo di nascosto. Il giorno stesso la ragazza sta male e, scoprendo dal medico della scuola da cosa è derivato il malessere, intuisce che la madre la sta ancora spiando. Sara torna a casa e trova il tablet, mentre Marie rincasa: furiosa, dopo averla fronteggiata, l'aggredisce colpendola in viso con il tablet e scappando poi di casa. Marie si riprende e corre in strada, ma la figlia è sparita senza più la possibilità di essere localizzata.
- Durata: 52 minuti
- Il video che Sara guarda per la dimostrazione del parental control mostra una scena dell'episodio Gli uomini e il fuoco, ossia la soldatessa Raiman che spara contro i "parassiti". Inoltre, quando Sara è adolescente, nella sua stanza si può notare un poster del rapper Tusk, personaggio presente nell'episodio Odio universale.
- Cast: Rosemarie DeWitt (Marie Sambrell), Brenna Harding (Sara Sambrell), Owen Teague (Ryan "Trick"), Nicholas Campbell (Russ Sambrell).

### Crocodile
- Titolo originale: Crocodile
- Diretto da: John Hillcoat
- Scritto da: Charlie Brooker

#### Trama
Dopo una notte in discoteca, Rob e Mia investono un ciclista sulla strada del ritorno e Rob, conscio di avere bevuto troppo, convince la ragazza a gettarne il cadavere nel lago vicino. Quindici anni dopo Mia si è sposata con un altro uomo, ha un figlio ed è diventata un famoso architetto. Un giorno, mentre si trova in un albergo per un convegno, riceve la visita di Rob che le dice di volere scrivere una lettera anonima indirizzata alla moglie del ciclista, la quale aspetta ancora invano il suo ritorno. Non riuscendo a farlo desistere, Mia in un raptus di rabbia lo uccide ed esce di nascosto dall'albergo per occultare il corpo in un cantiere in costruzione. Nel frattempo Shazia, un'agente assicurativa, indaga su un ragazzo investito da un camioncino senza conducente: per farlo utilizza un apparecchio che visualizza su uno schermo i ricordi delle persone.
La donna rintraccia Mia che casualmente si era affacciata alla finestra dell'albergo dopo avere ucciso Rob e aveva assistito all'incidente; Mia si ritrova obbligata dalla legge a testimoniare e tenta di ingannare la macchina, da cui tuttavia riemergono ricordi confusi dell’omicidio di Rob e dell'incidente mortale di quindici anni prima. Shazia si affretta ad allontanarsi, tuttavia Mia intuisce cosa abbia visto e la rapisce. Dopo averne esaminato i ricordi la uccide e si dirige a casa sua, assassinando anche il marito, che era al corrente di dove fosse diretta la moglie, e il loro figlio piccolo (nato cieco), dirigendosi poco dopo a scuola per assistere a una recita del proprio figlio. La polizia, arrivata sul luogo del delitto, trova però un porcellino d'India in camera del bambino che viene sottoposto alla procedura di visualizzazione dei ricordi. Più tardi, la polizia raggiunge Mia a scuola.
- Durata: 59 minuti
- Cast: Andrea Riseborough (Mia Nolan), Andrew Gower (Rob), Kiran Sonia Sawar (Shazia Akhand).
- La canzone che i testimoni dell'incidente col furgoncino dicono di ricordare è la stessa che Abi canta nella seconda puntata della prima stagione, 15 milioni di celebrità. Dello stesso episodio si nota anche Wraith Babes, trasmissione selezionabile dalla TV dell'hotel, e viene citato il programma Hot Shots dal ragazzo della reception.
- L'episodio è stato girato in Islanda.[9][10]

### Hang the DJ
- Titolo originale: Hang the DJ[N 2]
- Diretto da: Tim Van Patten
- Scritto da: Charlie Brooker

#### Trama
Un sistema chiamato Coach gestisce tutte le relazioni d'amore, accoppiando le persone e definendo per quanto tempo debbano stare insieme. Esso cerca di trovare l'anima gemella degli utenti attraverso un complesso algoritmo, assicurando loro una percentuale di successo del 99,8%. Amy e Frank, entrambi alla loro prima esperienza con il sistema, si conoscono così, ma il loro incontro deve durare soltanto 12 ore, dopodiché dovranno dirsi addio nonostante l'ottimo feeling. I successivi appuntamenti dei due sono invece disastrosi: Frank è accoppiato con l'altezzosa Nicole per un anno, mentre Amy deve frequentare l'arrogante Lenny per nove mesi. Dopo svariati mesi e altre relazioni infruttuose, Coach li fa rincontrare: questa volta entrambi concordano di non controllare quanto tempo manca alla fine della relazione, vivendola così spontaneamente. Tuttavia Frank cede alla tentazione e visualizza la durata rimanente: il timer inizialmente segna 5 anni, ma dopo pochi istanti il sistema inizia a ricalibrarsi, facendo scendere il tempo a 20 ore.
Più tardi, su pressione di Amy, confessa quanto accaduto e le propone di scavalcare il muro e scappare, ma la ragazza, delusa dal comportamento, rifiuta e si allontana: la relazione ha ormai esaurito il tempo rimanente. Entrambi sono disperati, ma continuano a frequentare altre persone; un giorno Coach comunica ad Amy di averle trovato l'anima gemella, che tuttavia è uno sconosciuto. Prima dell'incontro però le concede la possibilità di dire addio a una persona e lei sceglie Frank. Una volta insieme, intuendo che ci sia qualcosa di strano, decidono di scappare: una guardia di sicurezza cerca di fermarli, ma capiscono che si tratta solo una simulazione virtuale e raggiungono un muro. Mentre stanno scavalcando, tutto intorno a loro scompare: si ritrovano in uno spazio virtuale vuoto insieme a tante altre copie di loro stessi che, disgregandosi, vanno ad aggiungersi a un contatore: su 1000 simulazioni fatte con questa coppia, il sistema ha registrato 998 ribellioni (il 99,8% dei successi). Il tutto è in realtà parte dell'algoritmo di un'app di incontri (chiamata Coach) per smartphone: nel mondo reale Frank e Amy si incontrano per la prima volta in un pub dopo che l'applicazione ha appena testato la loro compatibilità.
- Durata: 51 minuti
- Cast: Georgina Campbell (Amy), Joe Cole (Frank), George Blagden (Lenny), Gwyneth Keyworth (Nicola), Jessie Cave (Edna).

### Metalhead
- Titolo originale: Metalhead
- Diretto da: David Slade
- Scritto da: Charlie Brooker

#### Trama
In un mondo postapocalittico, Bella, Tony e Clarke raggiungono un magazzino alla ricerca di una particolare scatola. Trovato il pacco vengono però attaccati da un robot a quattro zampe, vagamente simile a un cane, che uccide Tony e Clarke. Bella viene colpita da un localizzatore sparato dal robot e fugge dal magazzino, braccata da esso. Riuscita a togliersi il localizzatore dalla gamba, contatta con una radio qualcuno, comunicando il fallimento della missione, ma la trasmissione viene intercettata dall'automa che rintraccia la donna. Quest'ultima trova rifugio su un albero, dove il robot non riesce a salire e pertanto resta in attesa a terra. Bella passa la notte a lanciargli le caramelle che aveva in tasca per farlo attivare e disattivare, scaricandogli in questo modo le batterie. All'alba riesce così a scappare, approfittando della momentanea ricarica solare del robot; la donna si rifugia in una casa dove trova un fucile tra le mani del cadavere suicida di un uomo, un paio di cartucce e le chiavi della macchina parcheggiata all'esterno.
Mentre si sta medicando le ferite, il robot la trova: Bella lo acceca versandogli della vernice addosso e cerca di scappare con l'auto, che tuttavia non parte. Il robot riesce quindi a localizzarla grazie ai suoi sensori di rumore, ma la donna decide nel frattempo di attirarlo con l'autoradio per tendergli una trappola e riesce finalmente ad abbatterlo con il fucile. Apparentemente distrutto, il robot scaglia diversi localizzatori che colpiscono Bella in diversi punti del corpo, tra cui uno vicinissimo alla giugulare, di cui quindi non potrà mai liberarsi senza restare uccisa. Alla fine la donna parla alla radio sperando che qualcuno ascolti il suo messaggio, in cui dice addio alla sua famiglia, per poi tagliarsi la gola subito dopo. La scena finale mostra numerosi robot-cane che ripercorrono il percorso intrapreso da Bella, mostrando inoltre che la scatola che la donna e i suoi compagni stavano cercando e per la quale hanno perso la vita conteneva soltanto dei peluche per bambini.
- Durata: 41 minuti
- Cast: Maxine Peake (Bella), Jake Davies (Clarke), Clint Dyer (Anthony).
- L'episodio è stato girato in bianco e nero.

### Black Museum
- Titolo originale: Black Museum
- Diretto da: Colm McCarthy
- Scritto da: Charlie Brooker

#### Trama
Una giovane ragazza, Nish, si ferma in un'area di servizio sperduta nel deserto per ricaricare con un pannello solare la propria auto. Nell'attesa, decide di visitare il vicino Black Museum dove il proprietario, Rolo Haynes, ha allestito una mostra di oggetti legati a crimini del passato. Rolo racconta di aver lavorato per la clinica San Junipero come ricercatore neurotecnologico: egli mostra a Nish una rete di chip indossabile che trasmette le sensazioni ad un'altra persona tramite un ricevitore e racconta la storia del dottor Peter Dawson che, offertosi come cavia per il trasmettitore, riusciva a capire le sensazioni ed i sintomi dei pazienti e per questo diagnosticare con precisione le patologie. Un giorno, tuttavia, Dawson rimase collegato a un paziente nell'istante della morte, danneggiando così il ricevitore: egli cominciò a provare piacere per il dolore, diventandone dipendente. Quando l'ospedale venne a conoscenza del malfunzionamento, mandò Dawson a casa, ma il medico prima cominciò ad autolesionarsi per provare piacere, e poi, ormai impazzito, fu arrestato mentre torturava a morte un senzatetto per provarne la paura.
Continuando a parlare, Rolo si scusa per il gran caldo dovuto probabilmente al condizionatore guasto e beve l'acqua offertagli dalla ragazza. Rolo mostra quindi una scimmia di peluche e racconta la storia di Jack e Carrie: la moglie cadde in coma a seguito di un incidente e Rolo propose al marito di sperimentare un trasferimento di coscienza della moglie all'interno della sua testa. Entrambi i coniugi furono all'inizio entusiasti, ma ben presto divennero frustrati: Jack non aveva più privacy e Carrie poteva solo vedere e provare sensazioni senza tuttavia potere agire in alcun modo. Dopo avere conosciuto un'altra donna, Jack, all'oscuro della moglie, fece trasferire la sua coscienza nella scimmia di peluche e la donò al figlio, in modo che la moglie trasferita nel pupazzo potesse ancora vedere il figlio e provare il suo affetto. Il giocattolo fu però presto dimenticato anche dal bambino e finì nel museo, essendo tale tecnologia diventata ormai illegale. 
Subito dopo, Rolo mostra a Nish l'attrazione principale: l'ologramma sofferente di Clayton Leigh, un uomo condannato per omicidio, e racconta di come, prima della sua esecuzione, si accordò per trasferire la sua coscienza nell'ologramma in cambio di soldi per la sua famiglia. Rolo, ormai proprietario dei diritti di proprietà della coscienza del condannato, trasformò l'ologramma senziente in una sadica attrazione, dove i visitatori potevano infliggere a Clayton la mortale scossa della sedia elettrica. A questo punto Rolo comincia a sentirsi male e Nish gli rivela di aver sabotato il condizionatore e di averlo avvelenato con l'acqua: la ragazza è in realtà la figlia di Clayton. A seguito delle proteste sulla depravata attrazione, il museo perse il suo pubblico e Rolo concesse a sporadici visitatori sadici, razzisti e pervertiti di aumentare la sofferenza di Clayton, la cui coscienza dopo tanta tortura finì in stato vegetativo. Mentre sta morendo, Nish trasferisce la coscienza di Rolo nell'ologramma di Clayton, quindi aziona la scarica uccidendolo definitivamente e trasferendo poi l'eterno dolore di Rolo in un souvenir, lo stesso che Rolo regalava a tutti i visitatori che torturavano Clayton. Mentre il museo prende fuoco a causa del condizionatore sabotato, Nish esce portandosi via la scimmia peluche e risale in auto mostrando che la coscienza della madre, soddisfatta della sua vendetta, è installata nella sua testa.
- Durata: 69 minuti
- Nell'episodio, all'interno del museo, figurano inizialmente alcuni oggetti che sono dei chiari riferimenti ad altri episodi della serie. Si riconoscono: il lecca lecca e l'estrattore di DNA contenuti nell'episodio USS Callister; il tablet attraverso il quale una madre di nome Marie protegge e controlla la figlia Sara nell'episodio Arkangel; una vasca da bagno insanguinata, un chiaro riferimento all'episodio Crocodile dove Mia Nolan si serve di una di esse per commettere uno degli omicidi.
- Cast: Douglas Hodge (Rolo Haynes), Letitia Wright (Nish), Daniel Lapaine (Dr. Peter Dawson), Aldis Hodge (Jack Clayton), Alexandra Roach (Carrie), Babs Olusanmokun (Clayton Leigh).

## Film interattivo spin-off

### Black Mirror: Bandersnatch
- Titolo originale: Bandersnatch
- Diretto da: David Slade
- Scritto da: Charlie Brooker

#### Trama
Siamo nel 1984, il giovane programmatore Stefan Butler vuole creare un videogioco d'avventura chiamato Bandersnatch, basato su un librogame con lo stesso titolo. Mostra una demo a Mohan Thakur, che lavora presso l'azienda di videogiochi Tuckersoft, e continua a lavorare al gioco da casa. Stefan inizia ad avere la sensazione di essere controllato da qualcuno e diventa preda della follia proprio come l'autore del libro, Jerome F. Davies. Bandersnatch è un film interattivo in cui in vari punti viene chiesto allo spettatore di effettuare una scelta che influisce sulla trama. Tali scelte, tra le altre cose, possono portare il protagonista a discutere della morte della madre con la sua terapeuta, a prendere allucinogeni col creatore di videogiochi Colin Ritman, a uccidere suo padre Peter, a uccidere Thakur o ad avere dei sogni così vividi da sembrare reali.
- Durata: 95 minuti
- Cast: Fionn Whitehead (Stefan Butler), Will Poulter (Colin Ritman), Craig Parkinson (Peter Butler), Alice Lowe (Dr. Haynes), Asim Chaudhry (Mohan Thakur).

## Quinta stagione

### Striking Vipers
- Titolo originale: Striking Vipers
- Diretto da: Owen Harris
- Scritto da: Charlie Brooker

#### Trama
Durante la festa per il suo trentottesimo compleanno, Danny, che vive con la moglie Theo e il figlio, riceve la visita del vecchio amico Karl, ex coinquilino di lui e la moglie. In ricordo dei vecchi tempi, Karl regala a Danny una copia dell'ultimo episodio della serie picchiaduro Striking Vipers, che consente con un dispositivo aggiuntivo di immergersi in una realtà virtuale accuratissima e di provare anche sensazioni fisiche. La sera Karl e Danny si sfidano online, trovandosi nei corpi di due personaggi, uno maschile e l'altro femminile. Durante la lotta, Karl bacia l'amico. Turbati, i due interrompono la partita, ma la sera successiva riprovano a giocare e finiscono per avere un rapporto sessuale. I due amici cominciano ad incontrarsi segretamente online tutte le sere per consumare la passione, trascurando le loro vite di giorno: intanto Theo, desiderosa di una nuova gravidanza, nota la mancanza di attenzioni del marito e lo interroga temendo la stia tradendo, ma egli nega che ci sia alcunché. Dunque Danny decide di non giocare più a Striking Vipers, lasciando Karl nello sconforto. Dopo sette mesi Theo, per festeggiare il compleanno di Danny, invita a sorpresa Karl a cena. Quando i due rimangono soli Karl dice di avere sperimentato il sesso nel gioco con altri giocatori, ma di non avere provato la stessa passione avuta con Danny. Convince l'amico a giocare un'ultima partita, durante la quale Karl dice al personaggio di Danny di amarlo. Per risolvere la situazione, Danny propone a Karl di incontrarsi personalmente e di baciarlo, ma pur non provando nulla, Karl cerca disperatamente di convincere Danny a continuare la loro relazione online; al rifiuto di Danny, i due si azzuffano e finiscono arrestati. Quando Theo va a prendere Danny, quest'ultimo è costretto a confessare la verità alla moglie. L'anno successivo, Theo ha dato alla luce il secondo figlio e i due hanno raggiunto un accordo per risolvere la questione e salvare il matrimonio: durante una serata prestabilita, Danny e Karl si incontrano su Striking Vipers per fare sesso, mentre Theo è libera di flirtare con altri uomini.
- Durata: 61 minuti
- Cast: Anthony Mackie (Danny), Yahya Abdul-Mateen II (Karl), Nicole Beharie (Theo), Pom Klementieff (Roxette), Ludi Lin (Lance)

### Smithereens
- Titolo originale: Smithereens
- Diretto da: James Hawes
- Scritto da: Charlie Brooker

#### Trama
Chris lavora come tassista con l'applicazione Hitcher e frequenta incontri di terapia di gruppo dove conosce una madre la cui figlia si è suicidata: la donna gli confida che cerca in continuazione di scoprire la password dell'account della figlia sul social network "Persona", sperando di trovare indizi sulle sue motivazioni. Il giorno dopo Chris prende per lavoro in auto Jaden e, quando scopre che è un dipendente della società di social media Smithereen, lo rapisce. Una macchina della polizia nota per caso attività sospette nell'auto e la insegue fino a quando Chris non finisce in un campo e minaccia di uccidere Jaden. Intanto Chris dice a Jaden che vuole parlare con Billy Bauer, il capo di Smithereen, ma lui è solo uno stagista, e solo grazie a diverse telefonate arriva a parlare con l'amministratore delegato. Il collegamento telefonico avviene in modo che la polizia possa sentire quello che Chris dice mentre è in attesa di parlare con Bauer. Nel frattempo, mentre la polizia circonda la macchina di Chris, indaga su di lui insieme ai dirigenti di Smithereen, scoprendo che l'uomo ha perso la fidanzata tre anni prima e la madre da pochi mesi. Intanto Chris, per tranquillizzare Jaden, gli dice che la pistola è finta: la polizia sente e cerca di avvicinarsi. Chris spara in aria per mostrare che è vera: capisce che la polizia lo sta ascoltando e minaccia nuovamente di sparare a Jaden se non sarà messo in contatto con Bauer. I dipendenti di quest'ultimo l'hanno rintracciato, ma gli sconsigliano di parlare con Chris. Billy lo chiama di sua iniziativa scoprendo che vuole solo essere ascoltato: Chris racconta che in passato era assuefatto da Smithereen e l'incidente in cui morì la fidanzata fu causato da una sua distrazione al telefono per una notifica dell'applicazione. Billy, nel tentativo di dissuaderlo dal suicidarsi, accetta tramite le sue conoscenze di contattare il capo di Persona e di dare alla donna conosciuta da Chris la password di sua figlia. Chris vuole spararsi e Jaden tenta di prendergli la pistola. Vedendo i movimenti all'interno dell'auto, la polizia pensa che Chris stia cercando di uccidere Jaden e dà l'ordine di sparare al cecchino appostato.
- Durata: 70 minuti
- Cast: Andrew Scott (Chris); Topher Grace (Billy Bauer)

### Rachel, Jack e Ashley Too
- Titolo originale: Rachel, Jack and Ashley Too
- Diretto da: Anne Sewitsky
- Scritto da: Charlie Brooker

#### Trama
La quindicenne Rachel Goggins si è da poco trasferita con sua sorella maggiore Jack e il padre vedovo in una nuova città. È una grande fan della popstar Ashley O e per il suo compleanno si fa regalare "Ashley Too", un piccolo robot che emula la personalità della popstar. Nel frattempo Ashley è depressa perché costretta dalla zia e manager Catherine a fare musica pop, quando vorrebbe fare altro. La zia somministra farmaci illegali alla nipote per migliorare il suo umore, ma quando scopre che Ashley non li sta assumendo e sfoga i suoi pensieri su un diario, complotta con il resto dello staff: dopo averla affrontata a viso aperto le somministra di nascosto un'overdose di farmaci che mandano in coma la ragazza, coprendo la vicenda come il frutto di una reazione allergica. Rachel è distrutta dalle notizie e disattiva la sua Ashley Too. Sei mesi dopo il robot si riattiva per caso e ascolta le notizie secondo cui Catherine e il resto dello staff stanno ultimando "Ashley Eternal", un sostituto olografico di Ashley O in grado di esibirsi dal vivo. Improvvisamente Ashley Too sembra andare in tilt e, per cercare di sistemarla, Rachel e Jack la collegano al computer del padre, rimuovendo quello che scoprono essere un limitatore. Ashley Too rivela così che è in realtà una copia esatta della mente di Ashley e, appreso del coma e delle ultime notizie, è convinta che la vera Ashley sia stata messa fuori gioco dalla zia. Il robot convince le due ragazze a farsi portare a casa di Ashley per cercare le prove di quanto dice: le due ragazze riescono a portare Ashley Too nella stanza dove Ashley è in coma, ma il robot scollega i macchinari per porre fine alle sofferenze della ragazza. Ashley tuttavia si risveglia improvvisamente dal coma, così insieme alle altre due ragazze e il robot si precipitano al convegno dove sta venendo presentata Ashley Eternal, potendo smascherare le macchinazioni di Catherine. Nel finale, Ashley può finalmente dar sfogo alle sue passioni diventando una cantante di rock alternativo, e Jack è la sua bassista: non tutti gradiranno questo cambio di stile.
- Durata: 67 minuti
- Cast: Miley Cyrus (Ashley O / voce di Ashley Too), Angourie Rice (Rachel), Madison Davenport (Jack), Susan Pourfar (Catherine).

## Sesta stagione

### Joan è terribile
- Titolo originale: Joan is Awful
- Scritto da: Charlie Brooker
- Diretto da: Ally Pankiw

#### Trama
Joan Tait è una donna ordinaria: un giorno viene contattata da Mac, il suo ex fidanzato, che decide di incontrare e a cui dà un bacio. La sera, a casa con il suo attuale ragazzo Krish, nota sulla piattaforma streaming "Streamberry" una serie intitolata Joan è terribile. La protagonista, l'attrice Salma Hayek, ha lo stesso look di Joan e l'episodio replica interamente la sua giornata, romanzando i suoi trascorsi; Krish scopre così del tradimento e lascia Joan dopo avere visto che, nella serie, Salma Hayek vede a sua volta una serie sulla sua giornata interpretata da Cate Blanchett. Il giorno seguente Joan viene licenziata a causa dell'accordo di riservatezza aziendale che ha violato nella serie, ma rivolgendosi al suo avvocato scopre che ha firmato una clausola nel suo contratto di Streamberry che permette loro di creare la serie. La serie TV è creata da un computer quantistico che ascolta la vita di Joan attraverso il cellulare, e utilizza l'immagine di Salma Hayek che ella ha ceduto per la necessaria CGI. Joan intende attirare l'attenzione di Salma Hayek affinché possa costringere Streamberry a fermare la serie: dopo essersi ingozzata di hamburger e avere preso un lassativo, si reca in una chiesa e defeca di fronte a tutti durante un matrimonio. Il giorno dopo Salma Hayek si presenta da Joan dicendo che Streamberry l'ha respinta poiché anche lei ha firmato un contratto, così le due donne decidono di sabotare la Streamberry: facendo leva sulla sua notorietà, Hayek riesce ad entrare nella sede della Streamberry e fa introdurre Joan da un ingresso di servizio. Le due donne raggiungono la sala del computer dove il tecnico lì presente rivela loro la realtà: il mondo, e loro stesse, in realtà sono parte di una simulazione quantistica che ripete ciò che è successo alla Joan "originale"; la Joan lì presente è in realtà l'immagine dell'attrice Annie Murphy, pur non essendone cosciente, essendo una simulazione di quella originale, allo stesso modo in cui Joan/Annie è interpretata dall'immagine di Salma Hayek nella simulazione superiore. Joan/Annie vuole distruggere il computer e la sicurezza arriva per tentare di fermarla, avvisandola che in questo modo cancellerà tutte le simulazioni superiori, ma Joan/Annie capisce di non avere reale scelta, perché la Joan originale ha già vissuto quel momento, e così distrugge il computer disfacendo la simulazione. Nella realtà infatti la Joan originale, con l'aiuto di Annie Murphy, distrugge il computer eliminando tutte le simulazioni. Le due vengono messe in libertà vigilata con un braccialetto elettronico, ma vivono spensierate le loro vite: Joan apre una caffetteria ed è diventata amica di Annie.
- Durata: 58 minuti
- Cast: Annie Murphy (Joan-2; sé stessa), Salma Hayek (Joan-3; sé stessa), Michael Cera, Himesh Patel (Krish), Rob Delaney (Mac), Ben Barnes, Max Harwood, Cate Blanchett (Joan-4, cameo), Kayla Lorette (Joan originale), Leila Farzad (Mona Javadi), Jared Goldstein, Jaboukie Young-White, Ayo Edebiri, Camirin Farmer.
- L'episodio fa ricorso alle tecniche della metanarrazione e del mise en abyme: la Streamberry altro non è che Netflix (stessa grafica e stessi suoni); le attrici Murphy e Hayek interpretano sé stesse, come pure l'attore Cera. Tra i programmi disponibili su Streamberry è inoltre presente Loch Henry (secondo episodio della stagione).

### Loch Henry
- Titolo originale: Loch Henry
- Scritto da: Charlie Brooker
- Diretto da: Sam Miller

#### Trama
La coppia di studenti di cinema Davis e Pia visita la madre vedova di Davis, Janet, nella cittadina di campagna scozzese di Loch Henry. Stuart King, un amico barista di Davis, racconta a Pia la storia di Iain Adair, un serial killer del paese. Nel 1997 scomparve una giovane coppia in luna di miele e alcuni giorni dopo Iain, ubriaco, minacciò Richard, padre di Stuart, che lo segnalò a Kenneth, poliziotto e padre di Davis. Kenneth si recò da Iain che gli sparò contro: arrivati i rinforzi, scoprirono che Iain aveva ucciso i genitori e si era suicidato. Nei sotterranei della casa, la polizia scoprì un bunker adibito a sala delle torture e nei campi circostanti i corpi di otto vittime torturate. Kenneth sarebbe poi morto di MRSA, contratta durante il ricovero in ospedale. Pia propone di realizzare un documentario sulla vicenda, ricevendo l'entusiasmo di Stuart che spera possa portare turismo nella città. Per le riprese utilizzano per effetto scenico la vecchia telecamera VHS di Kenneth, sovrascrivendo una delle vecchie videocassette della serie TV L'asso della Manica conservate da Janet. Mentre rientrano a casa dopo aver effettuato delle riprese, Pia, Stuart e Davis hanno un incidente e Davis viene ricoverato nello stesso ospedale dove si trova anche Richard in seguito ad una caduta dalle scale: la notte l'uomo avvicina Davis e gli rivela ricordi che lo tormentano da una vita, quelli che invano tenta di seppellire nell'etilismo; con maggior freddezza aveva agito Kenneth inscenando il proprio ferimento nel momento in cui aveva iniziato a temere che si venisse a scoprire il suo coinvolgimento negli omicidi. Intanto Pia, tornata a casa con Janet, scopre per caso che in fondo alla cassetta che hanno usato c'è una registrazione che mostra Iain, Kenneth e Janet che torturano la coppia scomparsa nel 1997. Pia, sconvolta, tenta di fuggire ma Janet, insospettita, vede la cassetta e dunque la insegue con l'auto: la ragazza cerca di attraversare un torrente, però cade battendo la testa e viene trascinata via dalla corrente. Janet, ignorando il destino di Pia, torna a casa, lascia tutte le cassette sul tavolo con un messaggio per Davis e s'impicca. Il factual creato da Davis sulla vicenda viene pubblicato con successo su Streamberry, vincendo un BAFTA. La città, grazie al documentario, torna a riempirsi di turisti come in passato, così come il bar gestito dal felice Stuart, mentre Davis è rimasto profondamente segnato dalla vicenda.
- Durata: 56 minuti
- Cast: Samuel Blenkin (Davis McCardle), Myha'la Herrold (Pia), Daniel Portman (Stuart King), John Hannah (Richard King), Monica Dolan (Janet), Kirsty Wark (sé stessa, cameo), Gregor Firth (Kenneth McCardle), Ellie White (Kate Cezar)
- La storia del collezionista di uova di Rùm citata nell'episodio è vera.[11][12]

### Beyond the Sea
- Titolo originale: Beyond the Sea[N 3]
- Scritto da: Charlie Brooker
- Diretto da: John Crowley

#### Trama
In una realtà alternativa ambientata negli anni Sessanta, Cliff e David sono due astronauti impegnati in una missione spaziale che li terrà lontani per sei anni. L'ente spaziale ha costruito due androidi, rimasti sulla Terra, pilotati da remoto dai due astronauti, riversandovi la loro coscienza: trascorrono così la maggior parte del tempo nelle repliche, venendo richiamati all'occorrenza sull'astronave. Una notte, una setta di hippy fanatici si introduce a casa di David e, considerando l'androide un'aberrazione non naturale, lo costringono ad assistere al massacro della sua famiglia per poi distruggerlo. David rimane profondamente segnato dall'accaduto e Cliff teme possa commettere una sciocchezza, condannando anche lui poiché l'astronave necessita di due persone per essere pilotata. Su suggerimento della moglie di Cliff, Lana, egli propone a David di usare la sua replica per qualche ora. David sembra riprendersi e Cliff accetta di cedergli ancora la replica per un'ora a settimana, così che possa dipingere un quadro come gesto di ringraziamento. Col tempo David si invaghisce però di Lana e inizia a toccarla, ma Lana lo respinge. Quando Cliff ritorna Lana gli dice di non volere più che David usi la replica e Cliff, insospettito, entra nell'alloggio di David trovando dei ritratti di nudo della moglie: affronta quindi il collega che si giustifica dicendo che egli trascura la moglie. David chiede a Cliff se potesse lasciargli un'ultima volta la replica per scusarsi con Lana, ma Cliff ribatte malamente. Un giorno, mentre Cliff compie una attività extraveicolare per controllare una perdita di refrigerante, David entra nella sua replica e uccide brutalmente Lana e suo figlio. Cliff, rientrato nell'astronave intuisce che qualcosa non va e, una volta entrato nella replica, scopre l'accaduto. Sconvolto, torna sull'astronave, dove David impassibile gli offre una sedia.
- Durata: 80 minuti
- Cast: Aaron Paul (Cliff), Josh Hartnett (David), Kate Mara (Lana), Auden Thornton (Jessica), Rory Culkin (Kappa)

### Mazey Day
- Titolo originale: Mazey Day
- Scritto da: Charlie Brooker
- Diretto da: Uta Briesewitz

#### Trama
Bo è una fotografa che si guadagna da vivere come paparazzo, ma lascia il lavoro dopo il suicidio di un attore in seguito alla divulgazione di una foto compromettente realizzata da lei. Tempo dopo però, convinta dall'ex collega Hector e dalla ricompensa, si mette sulle tracce dell'attrice Mazey Day, scomparsa dopo essere stata cacciata da un set in Repubblica Ceca. Grazie alle sue abilità riesce a rintracciare l'attrice che soggiorna a casa di un produttore: il giorno dopo viene trasferita in una struttura ricettiva isolata sui boschi, affittata interamente per l'occasione dallo staff dell'attrice. Nel tentativo di pedinare la macchina su cui si trova Mazey, Bo viene scoperta e davanti a una tavola calda le forano gli pneumatici. Bo chiama quindi Hector e i due raggiungono la struttura, dove sono a loro volta raggiunti da altri due paparazzi che avevano impiantato un localizzatore sulla moto di Hector. I quattro riescono ad entrare nella struttura e scoprono che Mazey è stata barricata e incatenata in un cottage con due capre; Bo, sconcertata, cerca di liberarla mentre i tre colleghi continuano a scattare foto e l'attrice li implora di fuggire. Quando era in Repubblica Ceca, l'attrice è stata morsa da un licantropo, e da allora, con il sorgere della luna piena, si trasforma in lupo mannaro. Bo ed Hector fuggono mentre gli altri due vengono sbranati dall'animale. Bo ed Hector si rifugiano nella tavola calda, ma il licantropo li raggiunge e uccide i presenti uno dopo l'altro, compreso un poliziotto presente sul luogo. Bo riesce a prendere la pistola del poliziotto e ferisce il licantropo gravemente: riprese sembianze umane, Mazey la implora di ucciderla, ma Bo le lascia la pistola e impugna la fotocamera, immortalandone il suicidio.
- Durata: 42 minuti
- Cast: Zazie Beetz (Bo), Clara Rugaard (Mazey Day), Danny Ramirez (Hector)

### Demone 79
- Titolo originale: Demon 79
- Scritto da: Charlie Brooker & Bisha K. Ali
- Diretto da: Toby Haynes

#### Trama
Nida è una commessa di origine indiana di un negozio di scarpe nel Regno Unito del 1979. Costretta dal suo capo a mangiare nella cantina del negozio perché l'odore delle sue pietanze infastidisce una collega, trova e inavvertitamente attiva un talismano macchiandolo con il suo sangue. Il demone in esso contenuto, Gaap, la convince a farlo uscire e le spiega che dovrà uccidere tre persone nei prossimi tre giorni per evitare l'apocalisse nucleare. Nida fugge impaurita da casa, mentre il demone la continua ad istigare. Raggiunta da un passante, Gaap le racconta che l'uomo abusa della figlia di 8 anni e Nida infine lo uccide in preda ad un raptus. La ragazza è sconvolta dall'evento, ma il giorno successivo è nuovamente convinta dal demone a continuare gli omicidi. Si reca in un pub vicino per scegliere una vittima e sempre influenzata da Gaap prende di mira Keith, un uomo sospettato di avere ucciso la moglie. Dopo averlo seguito fino in casa facendogli credere di volere amoreggiare con lui, l'uomo a sorpresa ammette l'Uxoricidio e si offre inerme ai colpi mortali di Nida; mentre sta uscendo si imbatte nel fratello di Keith ed è costretto ad uccidere anche lui. Il compito non è tuttavia terminato perché lo stesso Gaap scopre che Keith, essendo un assassino, non valeva come bersaglio. Egli spiega a Nida che se non compisse l'ultimo omicidio sarebbe destinato all'eternità in un oblio senza spazio e tempo in solitudine. Il giorno successivo Nida decide di prendere di mira Michael Smart, un politico di estrema destra che, da quanto le riferisce il demone, in futuro si macchierà della morte di molti immigrati come lei. Nel frattempo la polizia indaga sugli omicidi avvenuti e, dopo averla interrogata, un poliziotto inizia a pedinarla. A sua volta Nida segue Smart mentre si reca in un cottage e lo fa uscire di strada, ma viene fermata prima che lo uccida e convinta ad arrendersi. Dopo essere stata interrogata e avere raccontato tutta la storia, i poliziotti vengono attirati all'esterno dalle sirene che segnano l'inizio dell'apocalisse nucleare. Gaap intanto convince Nida a seguirlo nell'oblio eterno, convinto che insieme sarà meno terribile.
- Durata: 74 minuti
- Cast: Anjana Vasan, Paapa Essiedu, Katherine Rose Morley, David Shields

## Settima stagione

### Gente comune
- Titolo originale: Common People
- Scritto da: Charlie Brooker & Bisha K. Ali
- Diretto da: Ally Pankiw

#### Trama
Amanda e Mike sono due sposi che sperano di avere presto un figlio. Un giorno Amanda sviene nella scuola elementare dove lavora come maestra e le viene diagnosticato un tumore cerebrale, entrando in coma. Nel tentativo di trovare una cura, Mike viene a conoscenza di RiverMind, un’azienda che propone di sostituire la parte di cervello malata con una sintetica, fornendo le informazioni neurologiche mancanti tramite un servizio cloud. La procedura ha successo e Amanda riprende la sua vita, ma la coppia si trova a pagare 300$ mensili per il servizio di cloud. Mike è costretto a fare continui straordinari per permettersi il servizio e, quando decidono di concedersi qualche giorno di vacanza per il loro anniversario, scoprono che il loro attuale piano non permette loro di uscire dalla contea. Gaynor, la rappresentante di Rivermind, spiega che potranno farlo facendo l'upgrade a “RiverMind Plus” che porterebbe però il costo a 800$ mensili. Nei giorni successivi Amanda comincia a pronunciare inconsapevolmente spot pubblicitari e per questo interdetta nel lavorare coi bambini. La coppia si reca nuovamente da Gaynor e scopre che i clienti "Common" come loro ora hanno pubblicità incluse. Per trovare i soldi per l'abbonamento Plus Mike decide di iscriversi a “Dum Dummies”, un sito dove viene pagato per compiere atti umilianti e dolorosi in diretta streaming. La coppia riprende la sua normale vita, ma Amanda si trova a dormire dodici ore a notte svegliandosi stanca. I due si recano nuovamente da Gaynor dove scoprono che per gli abbonati al pacchetto Plus, ora "Standard", sono previste dodici ore di sonno in cui in realtà il cervello alimenta le stazioni RiverMind. Gaynor offre loro il nuovo pacchetto "Lux”, che oltre a risolvere il problema permette di modificare le proprie sensazioni, umore e capacità tramite un'applicazione. Il costo totale di 1800$ mensili è fuori dalla loro portata, ma Mike, dopo essersi umiliato nuovamente su Dum Dummies, riesce a regalare 12 ore di Lux ad Amanda per il loro anniversario. Al ritorno al lavoro Mike scopre che un collega lo ha riconosciuto su Dum Dummies e lo aggredisce dopo che lo ha umiliato davanti ai colleghi. Durante la colluttazione il collega viene investito da un veicolo e Mike viene licenziato, perdendo così la possibilità di pagare anche l'abbonamento attuale. Dopo un anno Mike è ormai costretto a vendere persino la culla acquistata per loro figlio per concedere ad Amanda un ultimo periodo Lux da 30 minuti, alla fine dei quali la uccide con il suo consenso, mentre come ultimo scherno il sistema la costringe a pronunciare un altro spot pubblicitario su dei farmaci antidepressivi. Dopo aver fatto ciò si dirige con un taglierino verso il computer connesso al sito Dum Dummies.
- Durata: 57 minuti
- Cast: Rashida Jones (Amanda), Chris O'Dowd (Mike), Tracee Ellis Ross (Gaynor)

### Bestia nera
- Titolo originale: Bête Noire
- Scritto da: Charlie Brooker
- Diretto da: Toby Haynes

#### Trama
Maria, una ricercatrice di un'azienda che produce dolci, rivede la sua vecchia compagna di scuola Verity durante un test di degustazione al pubblico. Le due si incontrano per caso e Verity le dice che vorrebbe candidarsi per la posizione di sua assistente. La cosa non risulta a Maria, ma in seguito scopre che è come ha detto Verity, che viene subito assunta. Maria si trova a disagio perché Verity al tempo della scuola era asociale e giravano voci che avesse avuto rapporti con un professore. Nei giorni successivi Maria inizia a fare errori nel suo lavoro e, seppure sicura di essere nel giusto, le prove stabiliscono sempre che avesse torto. Maria contatta una vecchia compagna di scuola, ma scopre che si è suicidata poiché soffriva di paranoia, accusando i propri conoscenti di mentire. Di fronte all'ennesimo conflitto tra le due, accusata falsamente dalla collega, Maria scopre che perfino i filmati delle telecamere di sicurezza mostrano la versione dei fatti di Verity e non ciò che è realmente accaduto. Maria si accorge che le cose sono andate proprio come diceva Verity poco prima mentre stringeva il suo ciondolo: furibonda l'aggredisce per strapparglielo, ma per questo viene licenziata. La sera stessa Maria si introduce nella casa di Verity e scopre che quest’ultima ha creato un computer quantistico in grado di modificare la realtà grazie a un ciondolo che permette di sintonizzare realtà parallele. Verity lo sta utilizzato per vendicarsi di Maria, colpevole di avere per prima messo in giro false voci su di lei a scuola. Verity fa apparire la polizia per farla arrestare, ma Maria la uccide improvvisamente con la pistola del poliziotto e usa il ciondolo per prendere il controllo del computer, cambiando la realtà per diventare imperatrice dell’universo.
- Durata: 50 minuti
- Cast: Siena Kelly (Maria), Rosy McEwen (Verity), Michael Workéyè (Kae), Ben Bailey Smith (Gabe), Amber Grappy (Yudy), Ravi Aujla (Mr. Ditta), Elena Sanz (Camille), Hanna Griffiths (Luisa)

### Hotel Reverie
- Titolo originale: Hotel Reverie
- Scritto da: Charlie Brooker
- Diretto da: Haolu Wang

#### Trama
Kimmy propone ad una casa di produzione di fare reinterpretare uno dei loro classici film, Hotel Reverie, attraverso un rivoluzionario sistema chiamato Redream in grado di sostituire gli attori nella pellicola senza girare nuovamente tutto il film. L'attrice nera Brandy Friday, appassionata del classico, si propone di interpretare il film, ma con il ruolo di protagonista, un medico bianco di mezz'età negli anni '40 a Il Cairo che si innamora di una donna sposata, Clara. Kimmy e la casa di produzione la ingaggiano ugualmente e le spiegano come avverranno le cose: Brandy sarà immersa in una realtà virtuale che simula il film e dove tutti gli altri personaggi sono intelligenze artificiali che interpretano i singoli personaggi. Inizialmente il film procede bene, ma quando in una delle scene iniziali Brady si trova a dovere realmente suonare un piano, la sua scarsa performance fa deviare la storia da quella del film. Kimmy propone di resettare il film e riprovare, ma i suoi collaboratori le spiegano che non è possibile a causa della quantità di dati emersa nella deviazione della storia: di fatto Brady sarà intrappolata nel film finché non pronuncerà la battuta finale che darà il via ai titoli di coda. Nel frattempo Brady per errore chiama Clara con il nome dell'attrice, Dorothy, scoprendo che la personalità di questa intelligenza artificiale è più complessa e coinvolgente dal punto di vista emotivo. Più avanti durante la registrazione un tecnico versa per errore del caffè sulle apparecchiature sconnettendo il mondo virtuale. Brady e Dorothy si ritrovano in un mondo immobile: inizialmente Brady, in preda al panico, tratta con ostilità Clara, dicendole che non è altro che un programma e lei, nel tentativo di uscire da quel mondo digitale, entra in contatto con i metadati venendo a conoscenza della vera storia dell'attrice Dorothy, morta per overdose di sonniferi. Mentre Kimmy e i tecnici all'esterno tentano di ripristinare il sistema, il tempo per Brady e Dorothy nel mondo virtuale scorre molto più rapidamente e le due passano numerosi giorni insieme facendo nascere tra loro un amore romantico. Quando però i tecnici ripristinano il sistema, il mondo improvvisamente torna alla scena del film dove era stato interrotto e Dorothy ha perso ogni ricordo di quando accaduto. Brady, ancora scossa per l'accaduto, viene guidata nella storia per ripristinare la deviazione iniziale e giungere alla sua conclusione.Brady salva Clara dal tentativo di omicidio del marito come da copione, ma inaspettatamente Clara uccide il marito quando sembra avere la meglio su Brady. La polizia arriva sul posto e Clara viene uccisa dagli agenti prima che Brady possa prendere la colpa dell'omicidio, dando un finale strappalacrime al film. Brady, realmente disperata per la morte di Clara/Dorothy, pronuncia la battuta finale e si risveglia mentre i titoli scorrono sullo schermo. Tempo dopo il film viene rilasciato e Brady riceve un regalo da Kimmy: una piccola simulazione del provino di Dorothy per la parte di Clara dove può interagire con lei tramite un telefono.
- Durata: 77 minuti
- Cast: Issa Rae (Brandy), Awkwafina (Kimmy), Emma Corrin (Dorothy), Harriet Walter (Judith Keyworth), Enzo Cilenti (Ralph Redwell)

### Come un giocattolo
- Titolo originale: Plaything
- Scritto da: Charlie Brooker
- Diretto da: David Slade

#### Trama
Nel 2034 Cameron Walker viene arrestato dopo un tentativo di taccheggio perché il suo DNA è altamente compatibile con un vecchio omicidio irrisolto. Durante l’interrogatorio Cameron racconta che negli anni '90 era redattore di una rivista di videogiochi. Dopo l'incontro con il visionario programmatore Colin Ritman, Cameron trafugò una copia del suo nuovo gioco di simulazione di vita, Thronglets. Cameron sviluppò un legame morboso con queste creature digitali, i Throng, guidati da un'intelligenza artificiale collettiva, anche attraverso l’uso di LSD che sembrava permettergli di comunicare con loro. Quando Lump, un ospite in casa sua che gli forniva gli acidi, per divertimento uccise alcuni Throng, Cameron in preda all'ira lo uccise e occultò il corpo. Negli anni successivi Cameron continuò a migliorare il computer su cui il programma Thronglets esisteva, arrivando persino a impiantarsi chirurgicamente una porta per entrare in simbiosi con loro. Per assecondarlo e fargli confessare quale sia il vero nome di questo Lump gli forniscono carta e penna per fare un disegno. Cameron crea una sorta di QR code che fa leggere alle telecamere controllate dal computer centrale dello stato. Cameron spiega a quel punto di essersi fatto arrestare di proposito per trasmettere questo codice, in grado di ordinare al computer di aprire una backdoor per superare il firewall del computer ai Throng. Essi prendono il controllo del sistema di allerta d’emergenza, inviando un segnale progettato per riprogrammare i cervelli umani verso la pace, eliminando il conflitto.
- Durata: 46 minuti
- Cast: Peter Capaldi (Cameron Walker da vecchio), Lewis Gribben (Cameron Walker da giovane), James Nelson-Joyce (DCI Kano), Michele Austin (Jen Minter), Asim Chaudhry (Mohan Thakur), Will Poulter (Colin Ritman)

### Eulogy
- Titolo originale: Eulogy
- Scritto da: Charlie Brooker & Ella Road
- Diretto da: Chris Barrett & Luke Taylor

#### Trama
Phillip viene contattato dalla compagnia Eulogy che le comunica della morte di Carol, una donna con cui ebbe una relazione molti anni prima, per contribuire con i suoi ricordi al suo memoriale. Phillip riceve una piccola unità con un'intelligenza artificiale in grado di fare da guida per selezionare ed esplorare i suoi ricordi. Philip recupera alcune vecchie foto e grazie all'intelligenza artificiale riesce ad entrare al loro interno per ricostruire le scene nel tentativo di ricordare il volto di Carol. Continuando l'esplorazione emerge che i due ebbero una relazione finita male: Carol si trasferì per lavoro a Londra e Philip la tradì con una collega, venendo scoperto. Philip nonostante questo la raggiunse a Londra e le propose di sposarsi, ricevendo un'umiliante rifiuto. Di fronte ai continui commenti dell'avatar che gli fa da guida, Philip scopre che essa è generata sui ricordi della figlia di Carol che gli spiega di essere nata dal tradimento di Carol con un collega per vendetta nei confronti di Philip. Carol rifiutò la proposta perché incinta e Philip, allora in preda alla frustrazione, scopre di non avere mai letto una lettera che gli spiegava la situazione, ma esprimeva il desiderio di riallacciare i rapporti. Sopraffatto dal rimorso, Phillip con l'aiuto di una vecchia foto e una registrazione di Carol riesce finalmente a vedere il suo volto, quindi decide di partecipare al funerale di Carol dove incontra dal vivo la figlia.
- Durata: 47 minuti
- Cast: Paul Giamatti (Phillip), Patsy Ferran (The Guide)

### USS Callister: Infinity
- Titolo originale: USS Callister: Into Infinity
- Scritto da: Charlie Brooker, Bisha K. Ali, William Bridges & Bekka Bowling
- Diretto da: Toby Haynes

#### Trama
L'equipaggio della USS Callister, cloni digitali intrappolati nel videogioco Infinity, cominciano a derubare i giocatori dei loro crediti per sopravvivere nel mondo di gioco. La loro attività non passa inosservata e un giornalista in un'intervista al CEO della società Infinity James Walton dice di avere scoperto che il defunto Robert Daly era in possesso di un clonatore illegale. Nanette, che ha origliato l'intervista, si offre di aiutare Walton e, dopo alcune analisi, ricostruisce perfettamente tutta la vicenda e la espone a Walton. Intanto nel gioco l'equipaggio della USS Callister scopre che il clone di Walton in qualche modo si è rigenerato in quell'universo e lo traggono in salvo poiché hanno bisogno della sua autorizzazione per raggiungere il centro dell'universo, dove poterne creare uno proprio dove mettersi in salvo. Nanette e Walton intanto rintracciano la USS Callister, ma il CEO attacca i cloni nel tentativo di eliminarli e viene così ucciso ed espulso dal gioco. Nanette, spinta dal suo clone, si sconnette anch'essa e cerca di lasciare l'ufficio mentre Walton la implora di aiutarlo ad eliminare i cloni, ma viene investita da un'auto. Nel frattempo nel gioco il clone di Walton confessa che, per creare Infinity, aveva fornito il clonatore e creato una copia di Robert che lavorasse a questo scopo e che si trova ancora adesso nel centro dell'universo di gioco. Mentre la USS Callister è attaccata da tutti gli utenti rapinati e richiamati da Walton, Nanette raggiunge il cuore di Infinity dove trova il clone di Robert, a cui spiega tutta la vicenda. Robert acconsente ad aiutarla e anzi le dice che potrà trasferire la sua coscienza nella Nanette del mondo reale, ormai cerebralmente morta, mentre gli altri saranno trasferiti nell'altro universo. Tuttavia Nanette scopre che Robert vuole tenere una sua copia lì con sé per non rimanere solo per l'eternità. Di fronte all'aggressività di Robert sulla questione, Nanette lo uccide attivando però l'autodistruzione di tutto l'universo di gioco. Ella riesce all'ultimo a trasferire la sua coscienza nel corpo di Nanette, ma anche gli altri cloni vengono trasferiti nella sua testa. Tre mesi dopo, Walton è stato arrestato per i vari crimini commessi, mentre Nanette sta ancora cercando un modo per trasferire le copie digitali in un universo di gioco.
- Durata: 90 minuti
- Cast: Cristin Milioti (Nanette Cole), Jimmi Simpson (James Walton), Billy Magnussen (Karl Valdack), Milanka Brooks (Elena Tulaska), Osy Ikhile (Nate Packer), Paul G. Raymond (Kabir Dudani)